# ドリーム号 (高速バス)

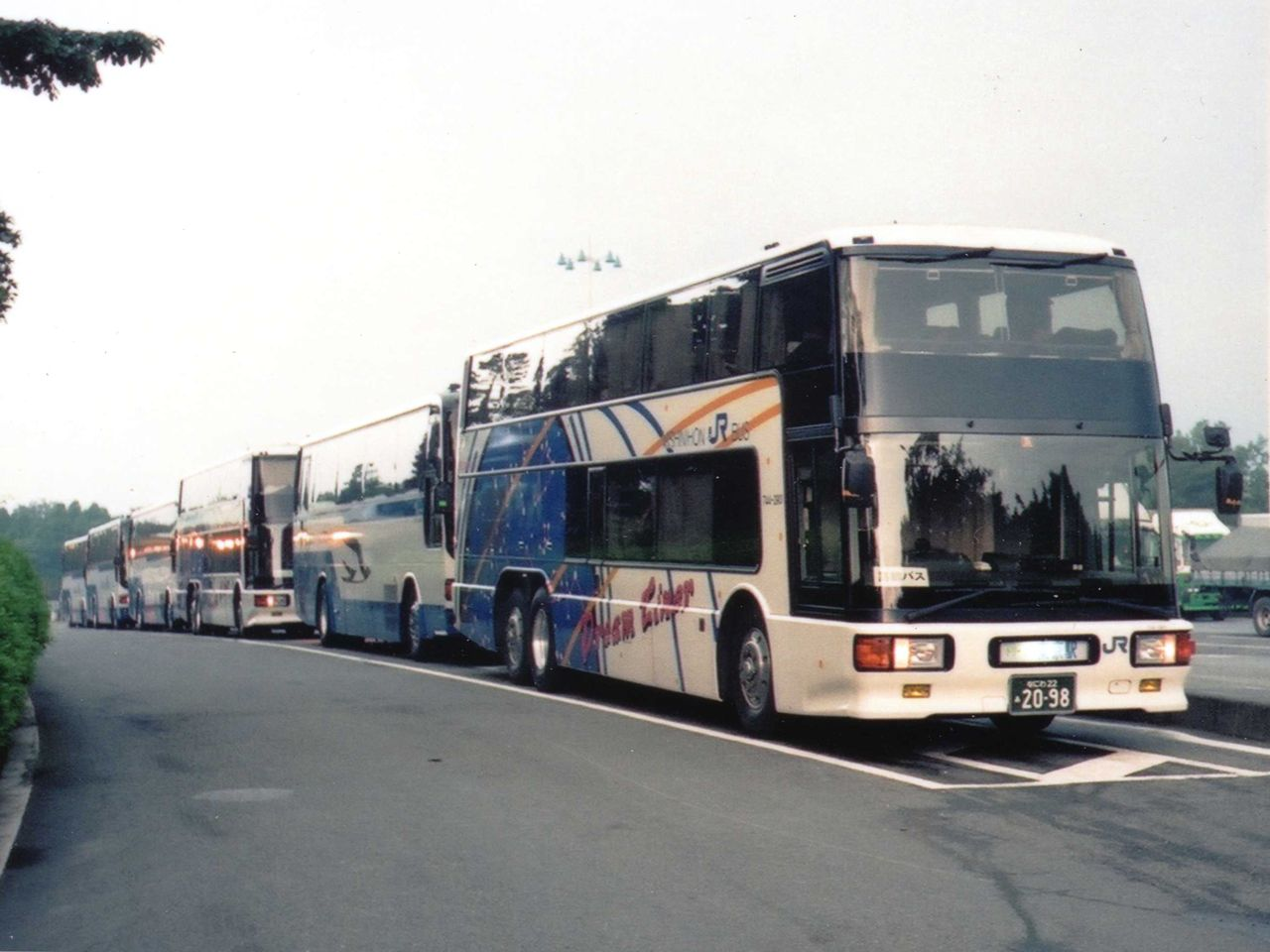
ドリーム号
西日本ジェイアールバス 足柄SA

ドリーム号（どりーむごう）は、国鉄バスが運行を開始し、現在はJRバスグループ（ジェイアールバス東北、ジェイアールバス関東、ジェイアール東海バス、西日本ジェイアールバス、JRバス中国、ジェイアール四国バス、JR九州バス）、及びJRバスとの共同運行会社により夜間に運行される長距離高速バスの夜行便の名称。
本項では関連した系統についてもあわせて記述する。

## 概説

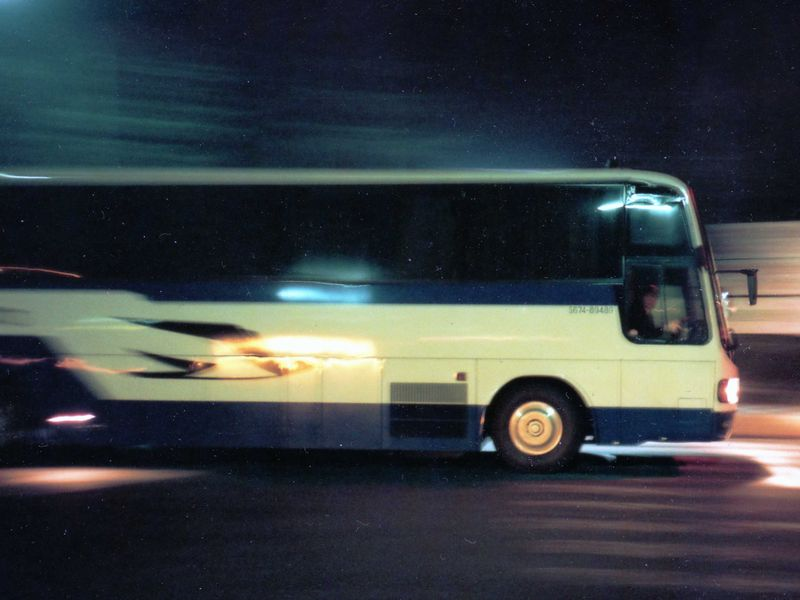
ドリーム号
ジェイアールバス関東 足柄SA

東名高速道路の全通を受け、東海道新幹線の補完も兼ねて、東名高速線と同時に、東名高速線と名神高速線を直通する夜行便として開業した夜行高速バスである。
開業からムーンライト号の開業までは日本一長距離の路線バスであり、日本では初めて高速道路を経由する夜行バス路線である。また、主要都市間を直行する高速バスとしても日本においては早期の事例である。
国鉄分割民営化までは東京から名古屋・京都・大阪の各都市への路線のみであったが、民営化後の本州JRバスの分社化後からは各方面への路線展開が進んだ。2008年現在では、JRバスグループが中心となって運行する夜行バスの名称として使用されている。

## 沿革

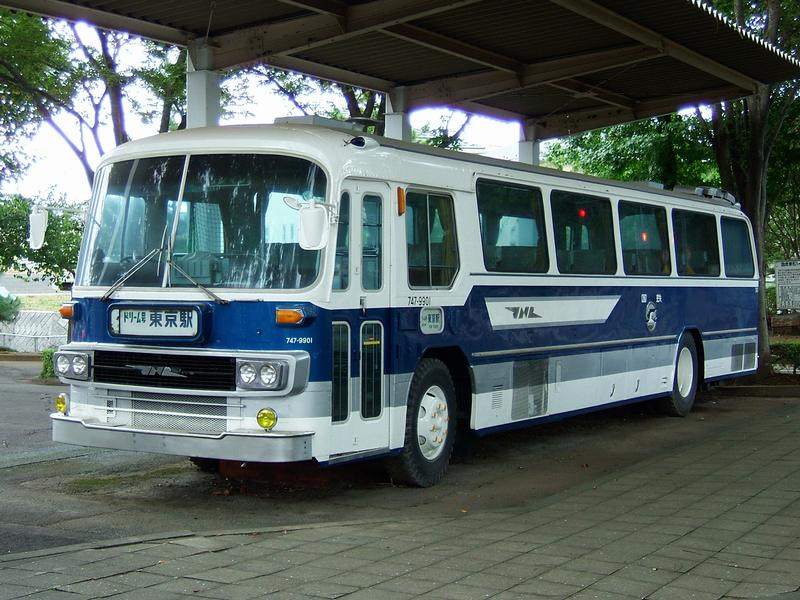
初代ドリーム号車輌
日野RA900P

1969年6月10日の東名高速線の開業と同時に運行開始した。運行開始当初は東京-大阪間（1989年3月以降の「ドリーム大阪号」）2往復、東京-名古屋-京都間が1往復であったが、同年12月3日からは東京-名古屋間（1989年3月以降「ドリームなごや号」）と東京-京都間（1989年3月以降「ドリーム京都号」）の2系統に分割された。
1969年6月の輸送人員は4,960人と、1便あたり41.3人という高い乗車率となり、1969年度の輸送人員は111,496人となった。1970年には日本万国博覧会が開催されたことから、東京-大阪間の系統を万博会場バスターミナル経由で運行、1970年度の輸送人員は385,075人と、飛躍的な利用者数の伸びがあった。1971年4月には東京-神戸系統（1978年4月に一時期廃止、1989年3月に「ドリーム神戸号」として復活）を新設した。
1978年には神戸系統を廃止、大阪系統も同年には減便されたが、1981年には神戸ポートピア博覧会への直行便運行を行なった。また、1984年からは国鉄では2番目となるハイデッカー車両の投入が、1986年からは国鉄では初のスーパーハイデッカー車両が投入された。
以後の詳細については、ドリーム号各路線の単独記事を参照されたい。

## 運行中のドリーム号路線

### 通常版
夜行路線バスで一般的な独立3列シート・トイレ付き車両で運行される。東京⇔名古屋・京阪神・四国間を結ぶ車両には、専用のダブルデッカー車も使われているが、国内メーカーのダブルデッカー車の販売終了に伴い徐々にハイデッカー車などに置き換えられている。2007年3月16日より一部の便の車両で、リクライニング角度を浅くするかわりに、座面ごと後傾させるチルト機構や枕を新たに付加し、就寝時の姿勢の最適化を図った新構造の座席を備えた車両の運行が開始された。このシートを西日本ジェイアールバスでは「クレイドルシート」と称している。

#### 首都圏 - 近畿圏

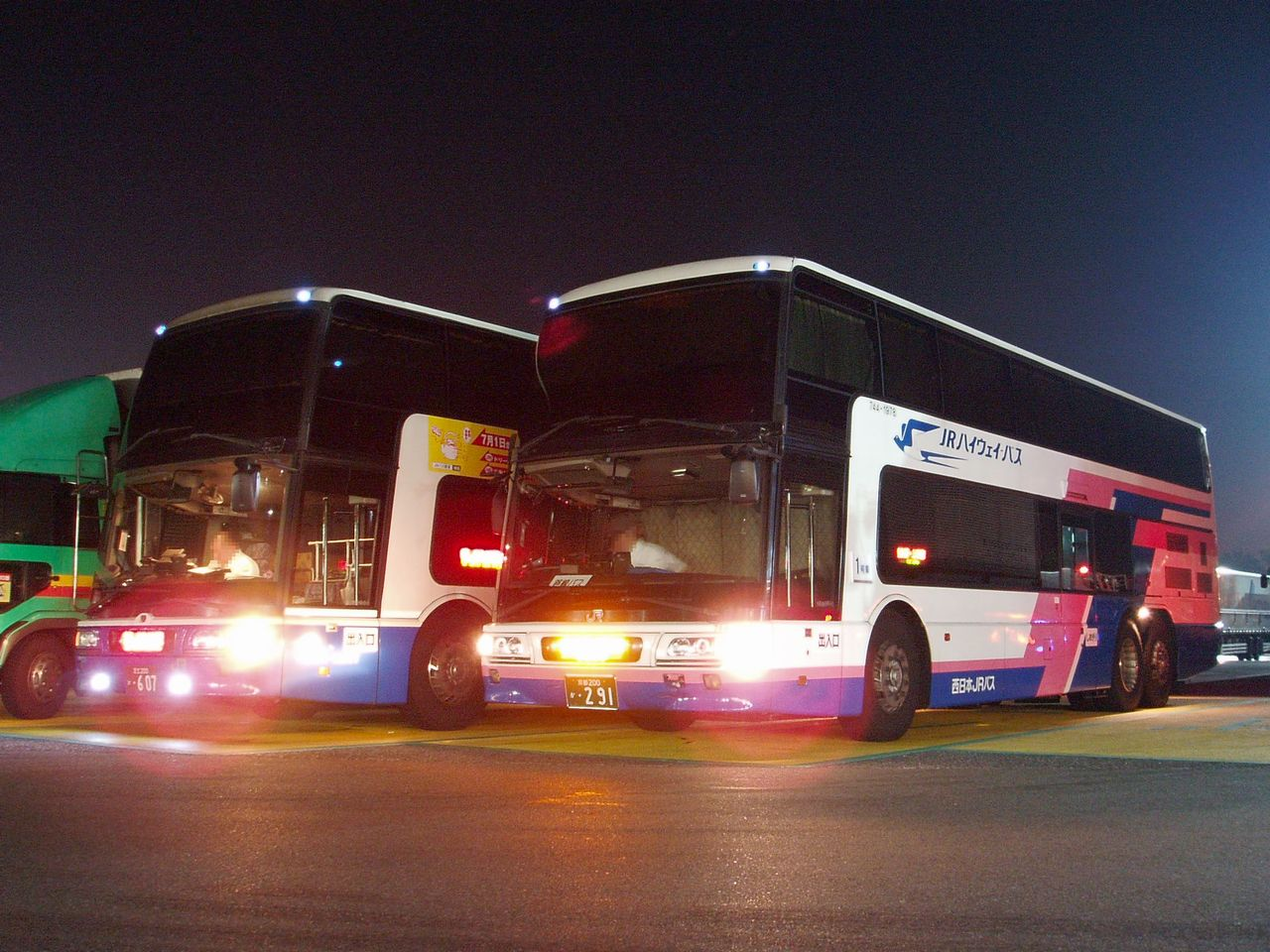
ドリーム号
ジェイアールバス関東・西日本ジェイアールバス

- ドリーム号（旧・ドリーム大阪号、ドリーム神戸号、ドリーム京都号、ドリーム奈良号）：ジェイアールバス関東・西日本ジェイアールバス
  - （◆）新木場駅 - 東京駅 - バスタ新宿（新宿駅） - 京都駅烏丸口 - 大阪駅JR高速バスターミナル（→ユニバーサル・スタジオ・ジャパン(USJ)）

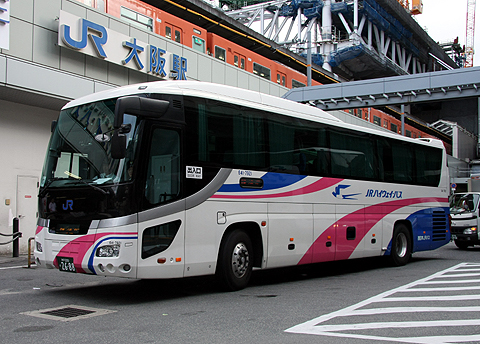
京阪神ドリームさいたま号
（当時。現ドリームさいたま号）
西日本ジェイアールバス

#### 首都圏 - 東海圏
- ドリームなごや号（新木場駅・東京駅 - 名古屋駅・岐阜駅：ジェイアール東海バス）
- ドリーム静岡・浜松号（東京ディズニーランド・新木場駅・東京駅・横浜駅 (YCAT)  - 静岡駅・浜松駅：ジェイアール東海バス）

概要
- 現在はジェイアール東海バスの単独運行。静岡支店が名古屋支店所属の車両を用いて1日1往復運行している。車内禁煙。

運行経路
1号・2号（毎日運行便）：東京ディズニーランド - 新木場駅 - 東京駅（乗車は八重洲南口、降車は日本橋口） -（首都高速都心環状線・湾岸線・神奈川3号狩場線）- 横浜駅 (YCAT) -（保土ヶ谷バイパス・東名高速道路）- 静岡駅 -  東名吉田 - 東名菊川 - 掛川駅 - 東名袋井 - 浜松インター - 浜松駅
- 東京ディズニーランド・新木場駅・東京駅 - 横浜駅および静岡駅 - 浜松駅のみの利用は不可。
- 乗客が車外に出られる休憩は、上り東京行では富士川SA、下り浜松行では足柄SAで約30分。他に乗務員休憩・車両点検・時間調整として上り東京行では鮎沢PA、下り浜松行では富士川SAにて約1時間20分停車するが乗客は車外に出られない。

路線沿革
- 2005年（平成17年）12月22日 - 運行開始。ジェイアール東海バスの単独運行。
- 2006年（平成18年）6月1日 - ジェイアールバス関東（担当は東京支店）が参入、共同運行となる。当初は2社が1往復を隔日で担当していた。
- 2006年（平成18年）12月15日 - は昼行便東名ハイウェイバスの東京 - 浜松系統（特急便）と組み合わせた車両運用に変更され、下りがジェイアール東海バス・上りがジェイアールバス関東に運行会社が固定される。
- 2007年（平成19年）12月25日 - この日の出発便より、上り便（東京行）が品川駅東口に停車（降車専用）。
- 2010年（平成22年）3月12日 - 1日2往復に増便（両社で1往復ずつを担当）。この際増便された系統は一部経由地が異なり、静岡駅 - 浜松インターには停車せず東名静岡・東名掛川・愛野駅・袋井駅・イオンタウン磐田前・国道加茂川に停車していた（2013年11月30日出発便まで運行）。
- 2013年（平成25年）11月30日  - この日の出発便をもってジェイアールバス関東が撤退、1日1往復に減便。JR駅みどりの窓口での発売を終了。
- 2014年（平成26年）2月21日 - この日の出発便より横浜駅 (YCAT) に停車、品川駅東口への停車を終了。
- 2014年（平成26年）11月10日 - 車両を4列シートに変更するとともに運賃値下げ。
- 2015年（平成27年）9月4日 - 金曜日・土曜日・日曜日・休日等運行の下り便（「ドリーム静岡・浜松3号」）の運行を開始。東京駅・静岡駅・浜松インター・浜松駅のみ停車。3列シート車両で運行。
- 2016年（平成28年）5月11日 - 1号・2号が新木場駅まで延長。
- 2017年（平成29年）7月13日 - この日の出発便より「ドリーム静岡・浜松3号」が東名掛川に停車、車両を4列シート車に変更。
- 2019年（令和元年）11月1日 - この日の出発便より1号・2号が東京ディズニーランドまで延長。
- 2021年（令和3年）1月31日 - この日の出発便をもって「ドリーム静岡・浜松3号」を廃止。

車両
- 4列ワイドシート（コンセント付）・トイレ付車にて運行。
  - 2014年11月9日出発便までは独立3列シート38席のトイレ付2階建てバス（三菱ふそう・エアロキング）にて運行していた。

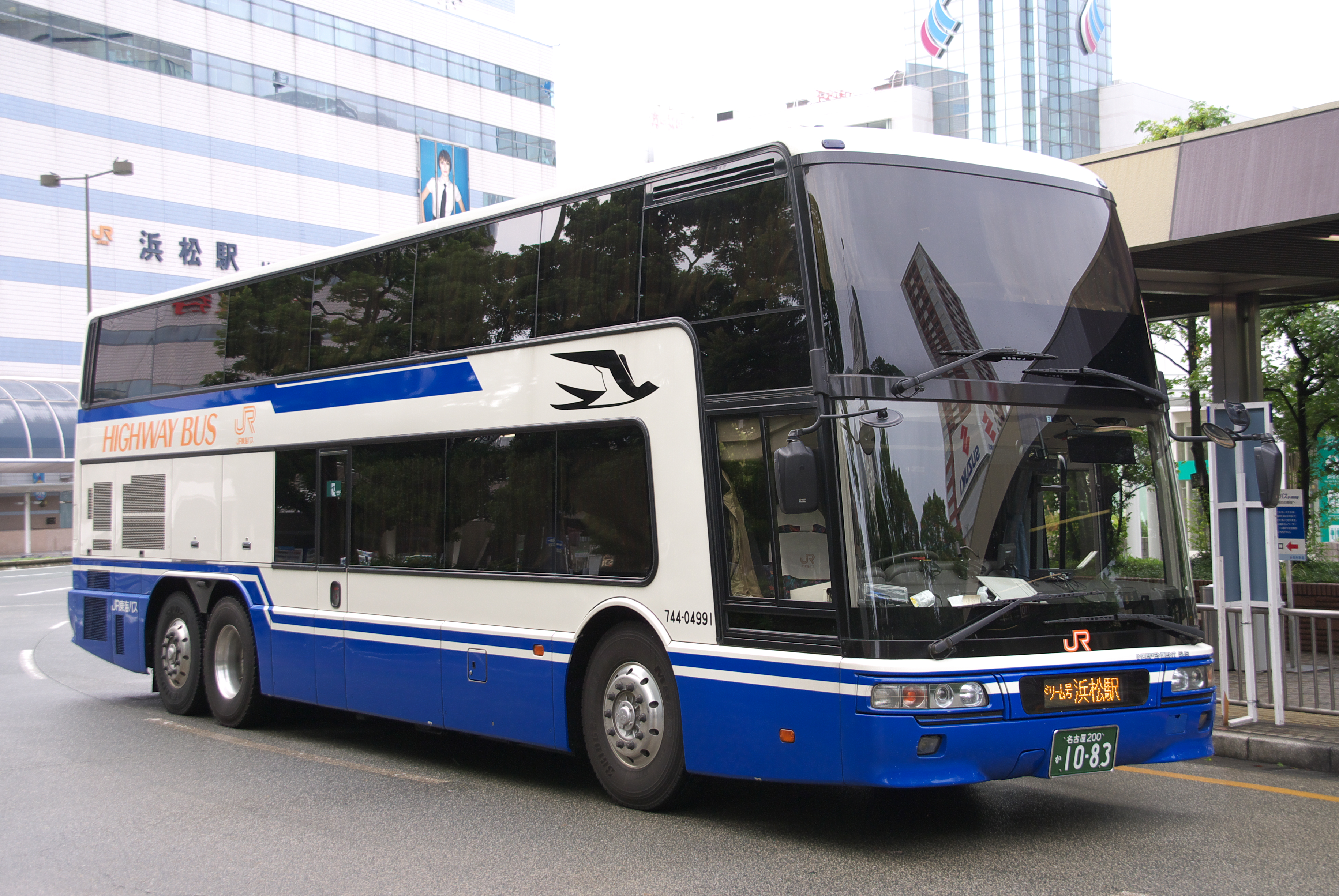
2階建てバスで運行していた頃のドリーム静岡・浜松号（ジェイアール東海バス）
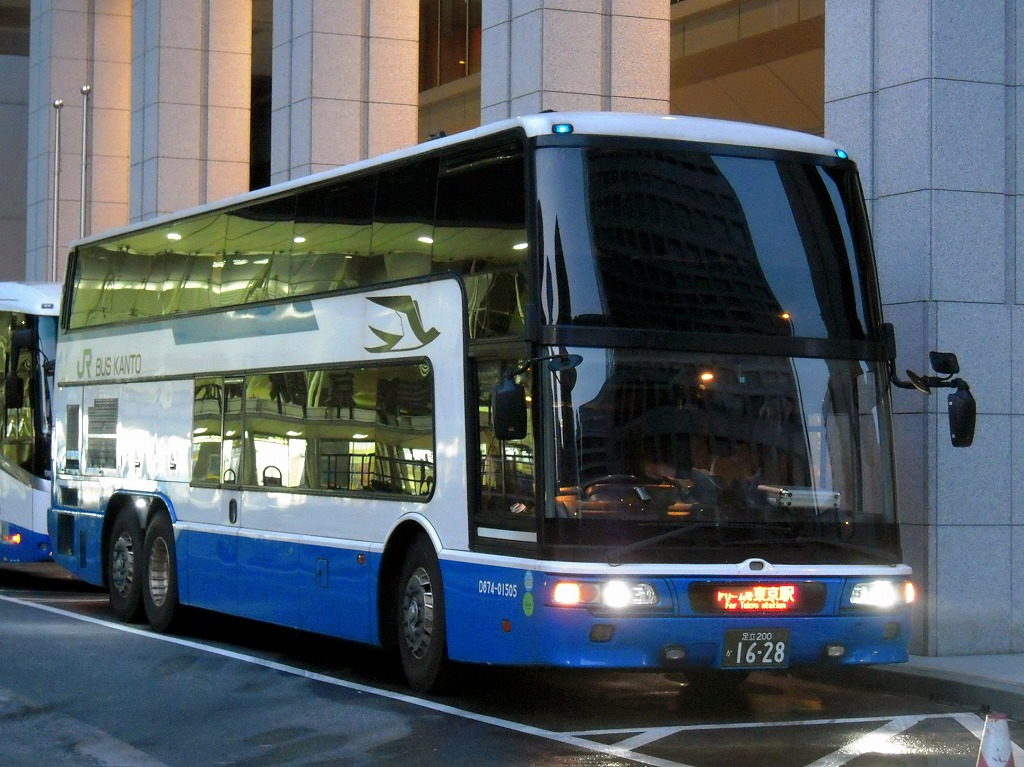
ジェイアールバス関東運行当時のドリーム静岡・浜松号

- ドリーム知多号（東京ディズニーランド・新木場駅・東京駅 - 知立駅北・刈谷駅・太田川駅・金山駅・八田駅：ジェイアールバス関東・ジェイアール東海バス）

概要
- ジェイアールバス関東が単独で週末に運行している知多シーガル号の夜行便がジェイアール東海バスと共同運行となり毎日運行となった。

路線沿革
- 2019年（令和元年）6月1日 - 運行開始。
- 2022年（令和３年）10月1日 - 愛知県側の発着地を金山駅・八田駅まで延伸。

#### 首都圏 - 東北地方
- ドリーム青森・東京号（ラ・フォーレ号）：（東京ディズニーランド・東京駅 - 青森駅：ジェイアールバス東北） ※運休中
- ドリーム盛岡 (らくちん) 号 （東京ディズニーランド・東京駅・池袋駅 - 盛岡駅：ジェイアールバス東北・国際興業・岩手県交通） ※運休中
- ドリーム青森／盛岡・東京号（東京ディズニーランド・東京駅 - 盛岡駅・青森駅：ジェイアールバス東北）
- ドリーム秋田・東京号（東京ディズニーランド・東京駅 - 秋田駅・秋田大学・秋田ポートタワーセリオン：ジェイアールバス東北）
- ドリーム山形・新宿号（東京ディズニーランド・バスタ新宿 - 山形駅：ジェイアールバス東北）
- ドリーム山形・東京号（東京駅 - 山形駅：ジェイアールバス東北） ※臨時便
- ドリーム仙台・新宿／横浜号（横浜駅・バスタ新宿 - 仙台駅：ジェイアールバス東北）
- ドリーム仙台・大宮／新宿号（バスタ新宿・大宮駅 - 仙台駅・泉中央駅・古川駅：ジェイアールバス東北）
- ドリーム仙台・東京／成田号（成田空港・東京ディズニーランド・東京駅 - 仙台駅：ジェイアールバス東北・成田空港交通）
- ドリーム福島・東京号（東京ディズニーランド・東京駅 - 郡山駅・福島駅：ジェイアールバス東北）

#### 首都圏 - 中国・四国地方
- ドリーム阿南・徳島号（TDL・東京駅・バスタ新宿 - 徳島駅・阿南駅：ジェイアールバス関東（徳島バスに運行委託）・ジェイアール四国バス）

#### 東海圏 - 近畿圏
- 京阪神ドリーム静岡号（静岡駅・掛川駅・浜松駅 - 京都駅・大阪駅・ユニバーサル・スタジオ・ジャパン(USJ)・三宮バスターミナル：ジェイアール東海バス・西日本ジェイアールバス）

概要
- ジェイアール東海バスは静岡支店が、西日本ジェイアールバスは神戸営業所が担当。かつて設定されていた便名コードは1800x。
- 1日1往復の運行である。クローズドドアシステムのため、静岡駅 - 浜松駅ならびに京都駅 - 三宮バスターミナルのみの利用はできない。

運行経路
静岡駅 - （国道1号） - 東名静岡 - 東名焼津西 - 東名吉田 - 東名菊川 - （掛川IC） - 掛川駅 - （掛川IC） - 東名袋井 - 浜松インター - （国道152号） - 浜松駅 - （浜松西IC） - （東名高速道路） - （上郷SA） - （東名高速道路） - （小牧IC） - （名神高速道路） - （尾張一宮PA） - （名神高速道路） - （多賀SA） - （京都東IC） - （国道1号） - 京都駅烏丸口 - （堀川七条交差点） - （堀川通） - （八条油小路交差点） - （油小路通） - （九条油小路交差点） - （九条通） - （京阪国道口交差点） - （国道1号） - （京都南IC） - （名神高速道路） - （吹田IC） - （大阪中央環状線） - （新御堂筋） - 大阪駅JR高速バスターミナル - （北港通） - ユニバーサル・スタジオ・ジャパン - （島屋ランプ） - （阪神高速淀川左岸線） - （北港JCT） - （阪神高速湾岸線） - （住吉浜ランプ） - （東明交差点） - （国道2号） - 三宮バスターミナル
路線沿革
- 2004年（平成16年）7月16日 - 運行開始。
- 2006年（平成18年）6月1日 - 大阪駅（桜橋口） - 三宮バスターミナル間を延伸。
- 2007年（平成19年）12月20日 - 経路上にある静岡県内の東名高速上バス停の一部を停車停留所に追加。
- 2010年（平成22年）12月9日 - 第二京阪道路経由に変更し、停車停留所を変更（掛川駅、高速京田辺、湊町バスターミナル (OCAT) に新規停車し、それまで停車していた東名掛川を通過）。
- 2012年（平成24年）12月1日 - この日の出発便より東名焼津西に停車。
- 2014年（平成26年）3月20日 - この日の出発便よりユニバーサル・スタジオ・ジャパンに停車。
- 2017年（平成29年）4月1日 - この日の出発便より、独立3列シート車両から4列ワイドシートタイプの車両に変更。あわせて運賃を改定。
- 2020年（令和2年）4月12日 - 新型コロナウイルス感染拡大の影響により、この日の出発便より当面の間運休。
- 2021年（令和3年）6月1日 - 運行再開。ただしダイヤ改正を実施し、この日より高速京田辺と湊町バスターミナル (OCAT)を廃止。これにより、再度名神高速道路経由となった。

車両
- 2017年4月1日より、4列ワイドシートタイプによる車両を導入。西日本ジェイアールバスはいすゞ・ガーラ、ジェイアール東海バスは三菱ふそう・エアロエースをそれぞれ充当。
- 2006年3月から2010年7月31日まではスーパーハイデッカー（ボルボ・アステローペ）を使用し、後方1階部分の4席は女性専用座席に充てていた。2010年8月1日から2017年3月31日発の便までは、ダブルデッカー（三菱ふそう・エアロキング）を使用していた。いずれの車両も化粧室付き独立3列シート車であり、座席指定制・禁煙とし、女性専用座席を設定していた。

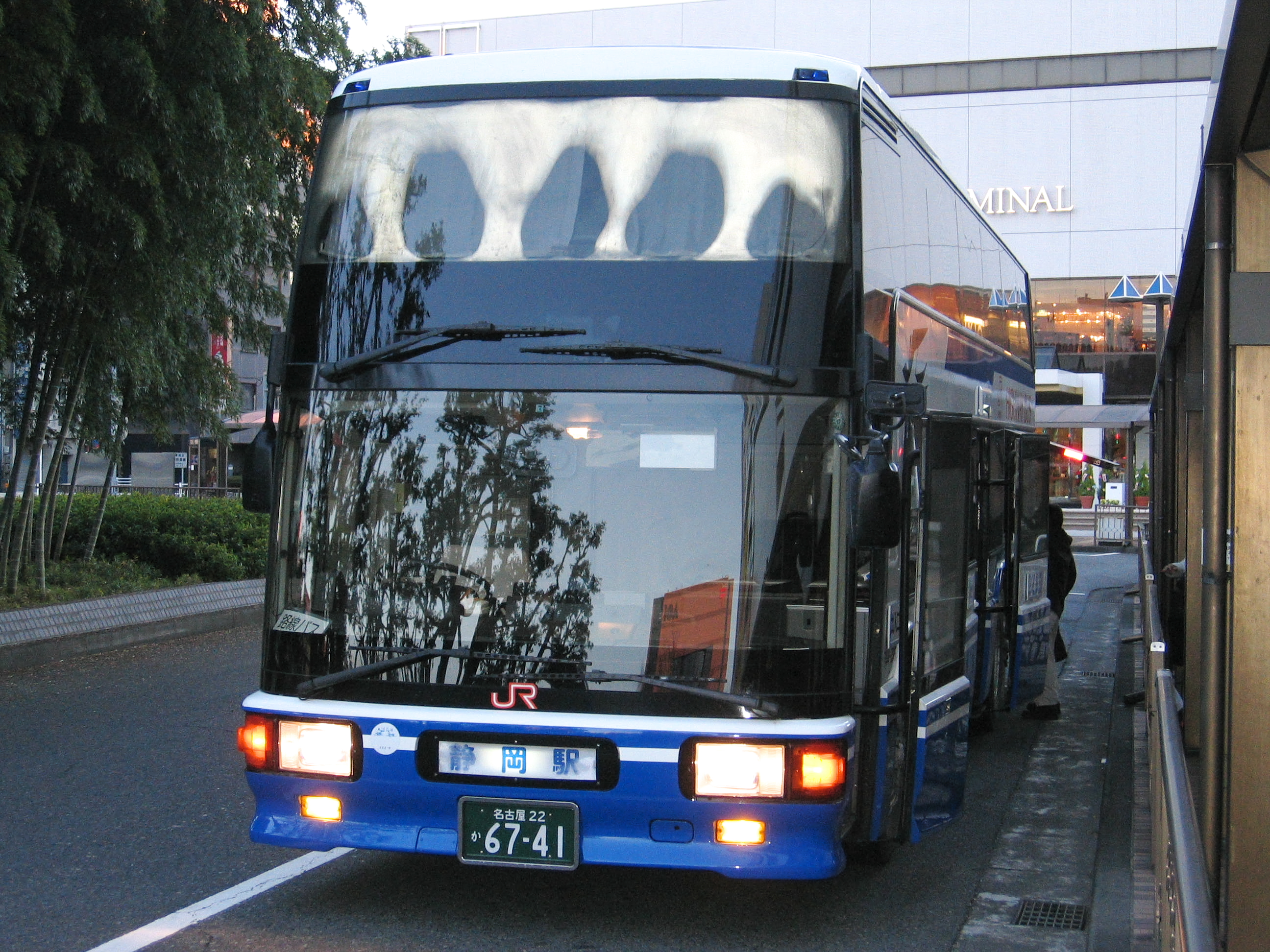
運行開始当初の京阪神ドリーム静岡号（ジェイアール東海バス）
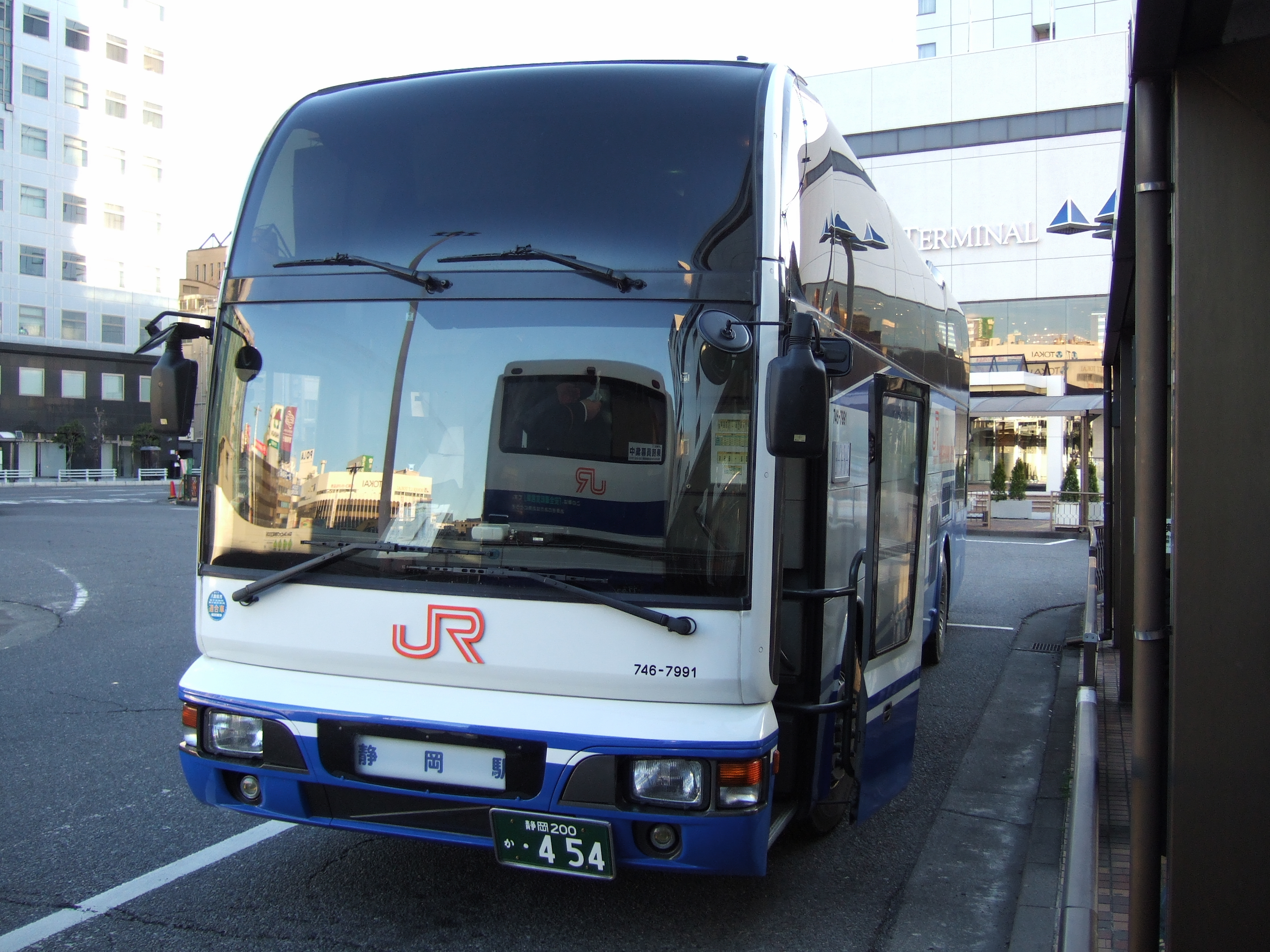
ボルボ・アステローペを使用していた頃の京阪神ドリーム静岡号（ジェイアール東海バス）
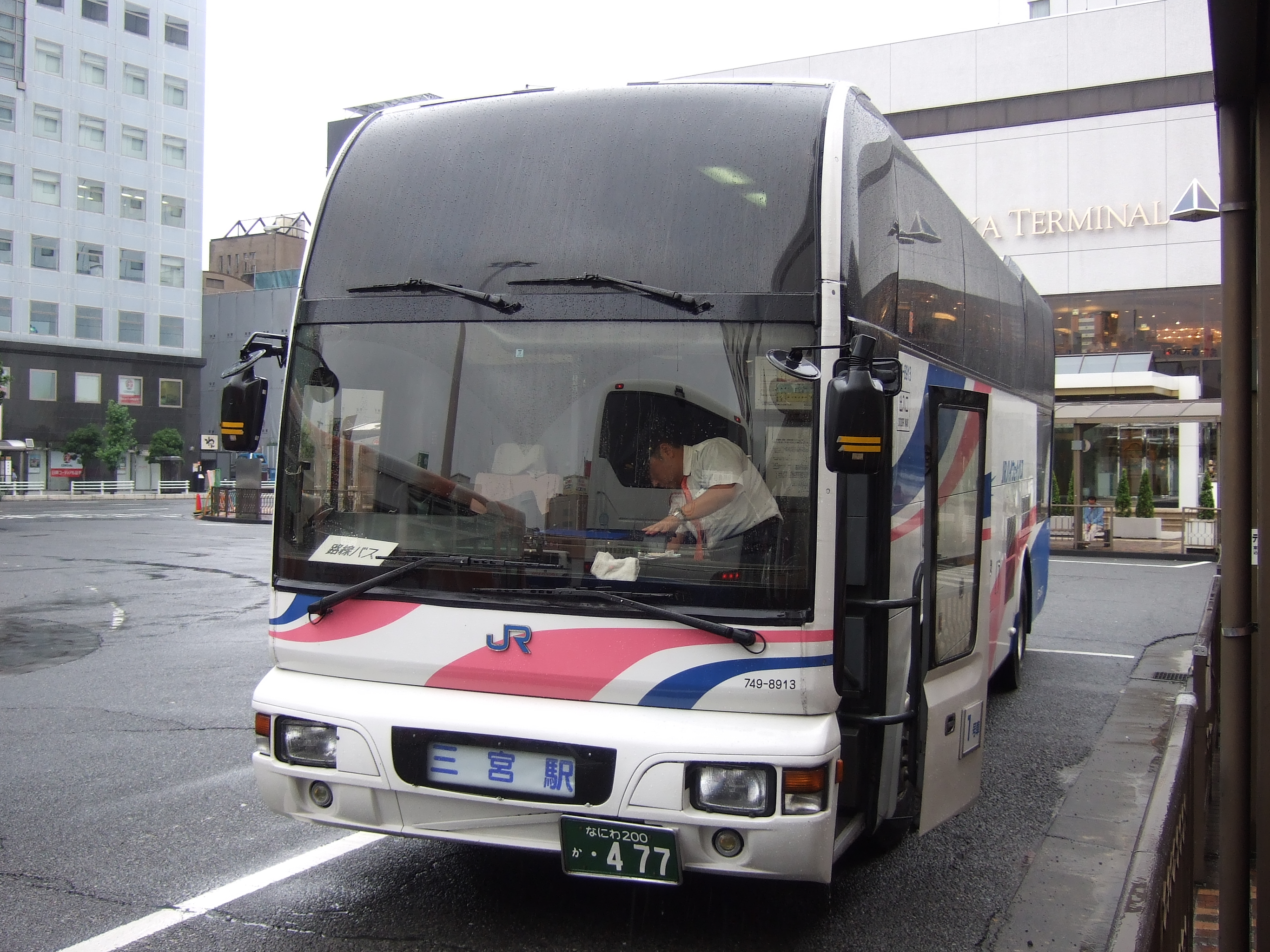
同（西日本ジェイアールバス）

#### その他の路線

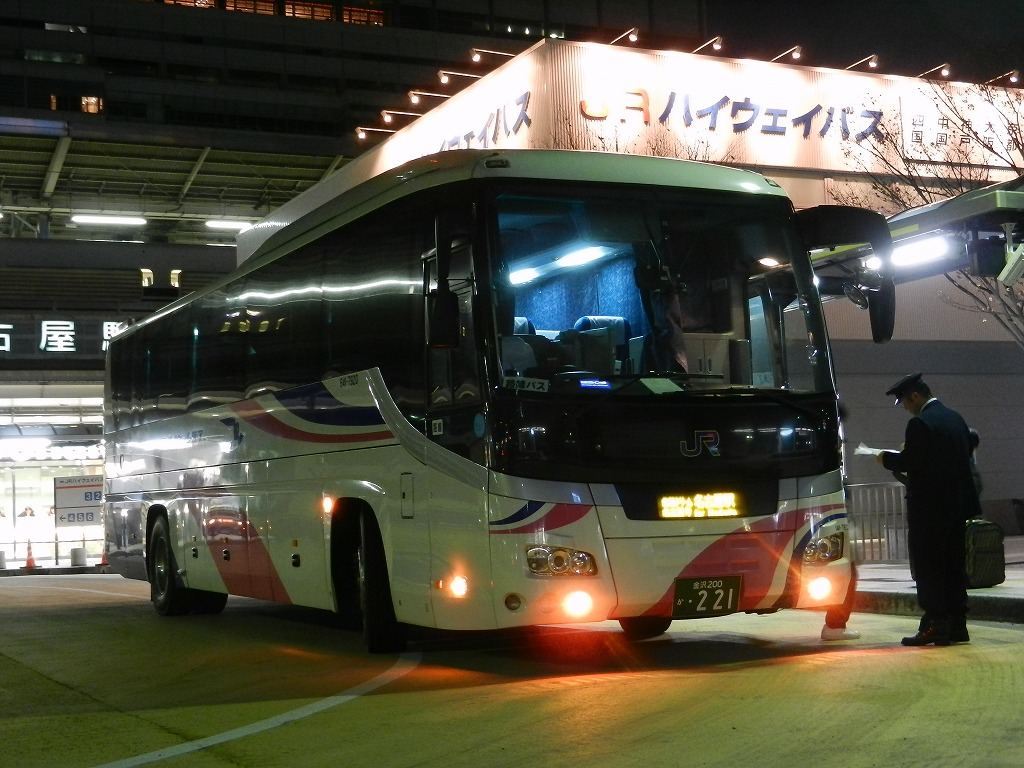
北陸ドリーム名古屋号
西日本ジェイアールバス

- 北陸ドリーム名古屋号（名古屋駅 - 富山駅・金沢駅：ジェイアール東海バス・西日本ジェイアールバス）

概要
- 東海北陸自動車道を経由して名古屋と富山・石川地方を結ぶ初の夜行便である。同区間を結ぶ昼行便よりも少々高めの運賃設定となっている。2010年12月9日以降は運用が北陸道昼特急名古屋号とセットになっており、両社ともドリーム号で出庫して昼特急で入庫する運用となっている。そのためジェイアール東海バスは名古屋支店が1号（金沢行）を、西日本ジェイアールバスは金沢営業所が2号（名古屋行）を担当していた。2021年11月2日以降は、北陸道昼特急名古屋号が廃止となり北陸道ハイウェイバス金沢線に統合。折り返し便は北陸道ハイウェイバス金沢線（名古屋名鉄ＢＣ/金沢駅それぞれ16:30発）で所属会社へ入庫する運用に変更された。

運行経路
名古屋駅（新幹線口） - 富山駅前 - 高岡高速バスターミナル - 金沢駅前
- 富山駅前 - 金沢駅前のみの利用はできない。
- 下り便は長良川SA・ひるがの高原SA、上り便は呉羽PA・ひるがの高原SAで休憩する。

路線沿革
- 2008年（平成20年）

- 4月22日 - 運行開始。
- 7月6日 - 「富山大学前」バス停への停車を開始。

- 2010年（平成22年）12月9日 - 「小杉駅前」・「尾張一宮駅前」各バス停への停車を開始、「もりの里ジャスコ前」・「山環もりの里」バス停廃止（金沢駅前発着となる）。
- 2019年（平成31年 / 令和元年）

- 4月1日 - 「尾張一宮駅前」・「富山大学前」・「小杉駅前」・「高岡駅前」・「砺波駅前」各バス停を廃止。下り1号のみ「高岡高速バスターミナル」に停車。
- 7月20日 - 上り2号が「高岡高速バスターミナル」に停車。

- 2020年（令和2年）

- 4月19日 - 新型コロナウイルス感染拡大の影響により、この日の出発便より「北陸ドリーム名古屋1号」（ジェイアール東海バス担当便、名古屋→金沢）が当面の間運休。
- 4月25日 - この日の出発便より「北陸ドリーム名古屋2号」（西日本ジェイアールバス担当便、金沢→名古屋）が運休。
- 6月1日 - 「北陸ドリーム名古屋1号」「北陸ドリーム名古屋2号」が運行再開。

車両
- 3列独立シート（ジェイアール東海バスのみ通路カーテンやコンセントを備えた「3列プライベート･シート」車両で運行、西日本ジェイアールバスは最後部まで3列シートの28名定員のハイデッカー・スーパーハイデッカー、いずれもトイレ付）車両で運行。車内禁煙。2021年11月2日以降は、北陸道昼特急名古屋号が廃止となり北陸道ハイウェイバス金沢線に統合されたため、両社とも4列シート40人乗り、Wi-Fi・座席コンセントorUSBポート搭載車両に変更。

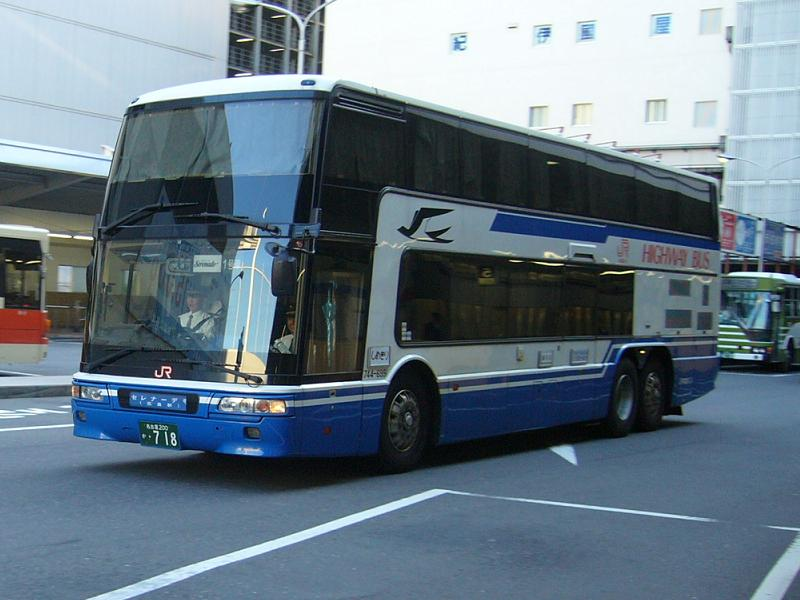
セレナーデ号（現・広島ドリーム名古屋号）
ジェイアール東海バス

- 広島ドリーム名古屋号（名古屋駅 - 広島BC・広島駅：ジェイアール東海バス・JRバス中国）

概要
- ジェイアール東海バスは名古屋支店が、JRバス中国は広島支店が担当している。1日1往復の全区間ワンマン運行で、両社が吉備SAで交代する形で担当。
- かつてはセレナーデ号の愛称が付いていた。同一区間には名古屋鉄道（現・名鉄バス）・広島電鉄の2社（三次市での予約・発券業務は備北交通が担当）によるファンタジア号も運行されていたが、広島 - 名古屋間は2路線のダブルトラッキングが成立するほどの需要はなかったため2路線とも苦戦を強いられた。結果、ファンタジア号は廃止され、当路線のみ運行を続行することになった。
- 2013年8月9日 - 17日のお盆中や、2014年5月1日 - 6日のGW中には増発便が運行されている。増発便は4列シート（トイレ付）を使用し、名古屋駅（新幹線口） - 広島駅新幹線口の直行である。臨時便はトイレ付、毛布・スリッパ等はなし。
- 2016年4月28日～5月8日のGW中には増発便が運行されている。増発便は4列シート（トイレ無）を使用し、名古屋駅（新幹線口） - 広島駅新幹線口の直行である。臨時便は、広島ドリーム名古屋3・4号で、ひざ掛け貸出サービスあり。途中、八幡PA・大山田PAで休憩を実施。

運行経路（2025年7月1日から）
名古屋駅（新幹線口） - （烏森出入口） - （名古屋高速5号万場線） - （東名阪自動車道） - （新名神高速道路） - （名神高速道路） - （中国自動車道） - （山陽自動車道） - （国道375号） - 西条駅　- 広島大学構内（広大中央口 - 大学会館前） - 広島駅新幹線口 - 広島バスセンター
- 愛知県内および広島県内のみの利用はできない。下り便（広島行）が新名神高速道路の甲南PAと広島県内1か所（詳細不明）で、上り便（名古屋行）が広島県内1か所と東名阪自動車道の御在所SAにて10分から15分程度の休憩を行う。

運行経路（2025年6月30日まで）
名古屋駅（新幹線口） - （烏森出入口） - （名古屋高速5号万場線） - （東名阪自動車道） - （新名神高速道路） - （名神高速道路） - （中国自動車道） - （山陽自動車道） - （尾道自動車道） - （国道183号） - 三次駅　- （中国自動車道） - 千代田IC - （広島自動車道） - （山陽自動車道） - （広島IC） - 中筋駅 - 不動院 - 広島バスセンター - 広島駅新幹線口
- この経路で運行していた際には、現在は下り便（広島行）が新名神高速道路の甲南PAと尾道道沿線の道の駅世羅で、上り便（名古屋行）が道の駅世羅と東名阪自動車道の御在所SAにて10分から15分程度の休憩を行っていた。

路線沿革
- 1989年（平成元年）9月8日 - セレナーデ号として運行開始。
- 2008年（平成20年）10月1日 - 運行経路を新名神高速道路経由とし、所要時間を短縮。「庄原IC」への停車を開始。女性専用席（1階）を設定。
- 2009年（平成21年）10月1日 - 「岩塚駅前」・「不動院」各バス停への停車を開始。

- この間に名古屋 - 広島間のツーメン運行から、吉備SAで交代してのワンマン運行に変わる。同時に神戸JCT - 北房JCT間の経路が中国自動車道経由から、山陽自動車道・岡山自動車道経由に変わる。

- 2013年（平成25年）7月20日 - 広島ドリーム名古屋号に改称。
- 2017年（平成29年）12月1日 - 岡山JCT - 三次東JCT間の経路が岡山自動車道経由から尾道自動車道経由に変更。これにより、庄原IC停留所が廃止となり、休憩地も七塚原SAから道の駅世羅に変更された。同時に、岩塚駅前停留所も廃止。
- 2018年（平成30年）11月20日 - 運行車両を3列シート車から4列シート車に変更。あわせて、ダイヤ改正及び運賃改定。
- 2020年（令和2年）4月18日 - 新型コロナウイルス感染拡大の影響により、この日の出発便より同年6月4日までの間運休。
- 2021年（令和3年）6月1日 - 名古屋側の始発を名古屋駅に変更し、名古屋駅の乗降を新幹線口に統一。あわせて栄（オアシス21）停留所を廃止。
- 2025年（令和7年）7月1日 - 広島県内の経路が三次経由から東広島市経由に変更、「西条駅」・「広大中央口」・「大学会館前」の各停留所が新設され「三次駅」・「千代田IC」・「中筋駅」・「不動院」の各停留所が廃止。また、広島側の始発が広島バスセンターとなる。

- 出雲・松江・米子ドリーム名古屋号（名古屋駅 - 米子駅・松江駅・出雲市駅：JRバス中国）
- 百万石ドリーム広島号（富山駅・金沢駅・福井駅 - 岡山駅・広島駅・広島BC：西日本ジェイアールバス・中国ジェイアールバス）

概要
- 先述の北陸ドリーム四国号と同様に、これまで直結の交通機関がなかった北陸と中国との両地域を結ぶ夜行バスとして設定された。担当営業所は中国ジェイアールバス側は広島支店、西日本ジェイアールバス側は金沢営業所となっている。
- 2019年（令和元年）6月21日に運行を開始。
- 2023年（令和5年）3月31日出発便より当面の間、新型コロナウイルス感染拡大の影響により運休。

- 京阪神ドリーム松山号（京都・大阪 - 松山：西日本ジェイアールバス・ジェイアール四国バス）
- 京阪神ドリーム高知号（京都・大阪 - 高知・須崎：西日本ジェイアールバス・ジェイアール四国バス）

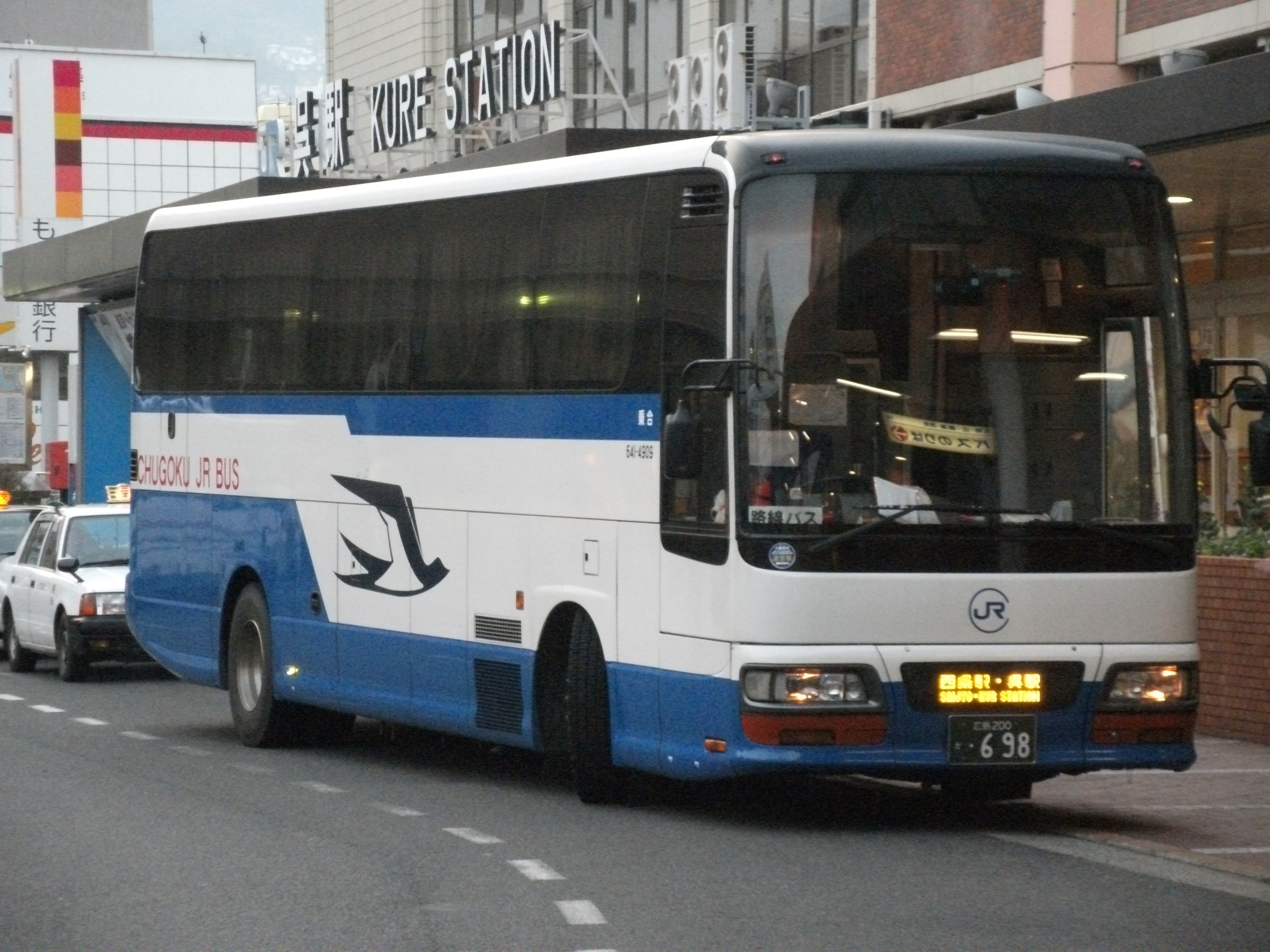
呉ドリーム大阪号
中国ジェイアールバス

- 呉ドリーム大阪号（大阪駅・三ノ宮駅 - 西条駅・呉駅：中国ジェイアールバス）
- 出雲ドリーム博多号（福岡・北九州 - 松江・出雲：中国ジェイアールバス）
- 鹿児島ドリーム広島号（広島・山口 - 鹿児島：中国ジェイアールバス・JR九州バス）
- 広島ドリーム博多号（広島 - 小倉南IC・博多バスターミナル：中国ジェイアールバス・JR九州バス）

概要
- 2022年（令和4年）12月のダイヤ改正に伴い、広福ライナー夜行便に独自名称を設定する形で運行開始。広福ライナー時代と異なり、広島駅〜福山駅間は運行されない。運行会社により座席配置が異なるのが特徴（中国ジェイアールバス:4列シート、JR九州バス:3列独立シート）。

### 通常版・女性専用

#### 首都圏 - 東海圏/近畿圏
- レディースドリームなごや号（東京駅 - 名古屋駅：ジェイアール東海バス）

### 廉価版

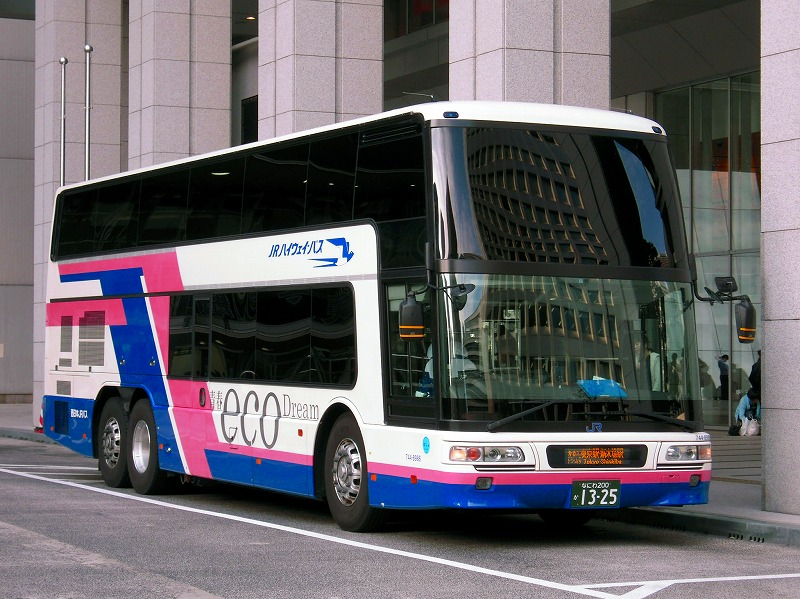
青春エコドリーム号
西日本ジェイアールバス

2000年頃から台頭を始めた、旅行会社による貸切バスを使った主催旅行の形式を採る東京周辺と京阪神周辺を結ぶ安価なツアーバス（片道4,000から5,000円程度。時期によっては3,000円台もある）に対抗するため設定された。
普通運賃は東京 - 名古屋・大阪間が片道5,000円で、区間によっては往復割引（東京 - 大阪間の場合で片道500円割引）や早売も設定されている。
通常のドリーム号が独立3列シートの車両を使用するのに対し、東名ハイウェイバス・名神ハイウェイバスなど昼行バス用と同様の4列シート車両 を使用する。
首都圏と京阪神を結ぶ路線では専用のダブルデッカー車も導入されている。
- 青春エコドリーム号（ジェイアールバス関東・西日本ジェイアールバス）
  - 東京駅 - バスタ新宿 - 京都駅 - 宝塚駅 - 三宮バスターミナル
  - 東京ディズニーランド - 東京駅 - 大阪駅 - 湊町バスターミナル(OCAT) - 天王寺駅
  - （新木場駅←）東京駅 - 大阪駅
  - 東京駅 - バスタ新宿 - 京都駅 - JR奈良駅
  - 東京駅 - バスタ新宿 - 大阪駅 - ユニバーサル・スタジオ・ジャパン(USJ)
  - （◆）（新木場駅←）東京駅 - 大阪駅
- 青春中央エコドリーム号（ジェイアールバス関東・西日本ジェイアールバス）
  - 東京駅 - バスタ新宿 - 谷保駅 - 大阪駅 - 湊町バスターミナル (OCAT)
  - （◆） 東京駅 - バスタ新宿 - 谷保駅 - 大阪駅
- 青春ドリーム横浜号（横浜駅 - 大阪駅：西日本ジェイアールバス[注 4]）
- 青春ドリームなごや号（ジェイアール東海バス・ジェイアールバス関東）
  - 新木場駅・東京駅 - 名古屋駅
  - 東京駅・バスタ新宿 - 春日井駅・名古屋駅
  - 東京駅 - 三河安城駅・名古屋駅
- ドリームなごや・新宿号（2009年まではニュードリーム名古屋号）（：ジェイアールバス関東・ジェイアール東海バス）
- 青春ドリーム金沢号（東京ディズニーランド・東京駅 - 富山駅・金沢駅・金沢工業大学前：ジェイアールバス関東・西日本ジェイアールバス）
- 青春ドリーム福井号（東京ディズニーランド・東京駅・バスタ新宿 - 福井駅：ジェイアールバス関東）

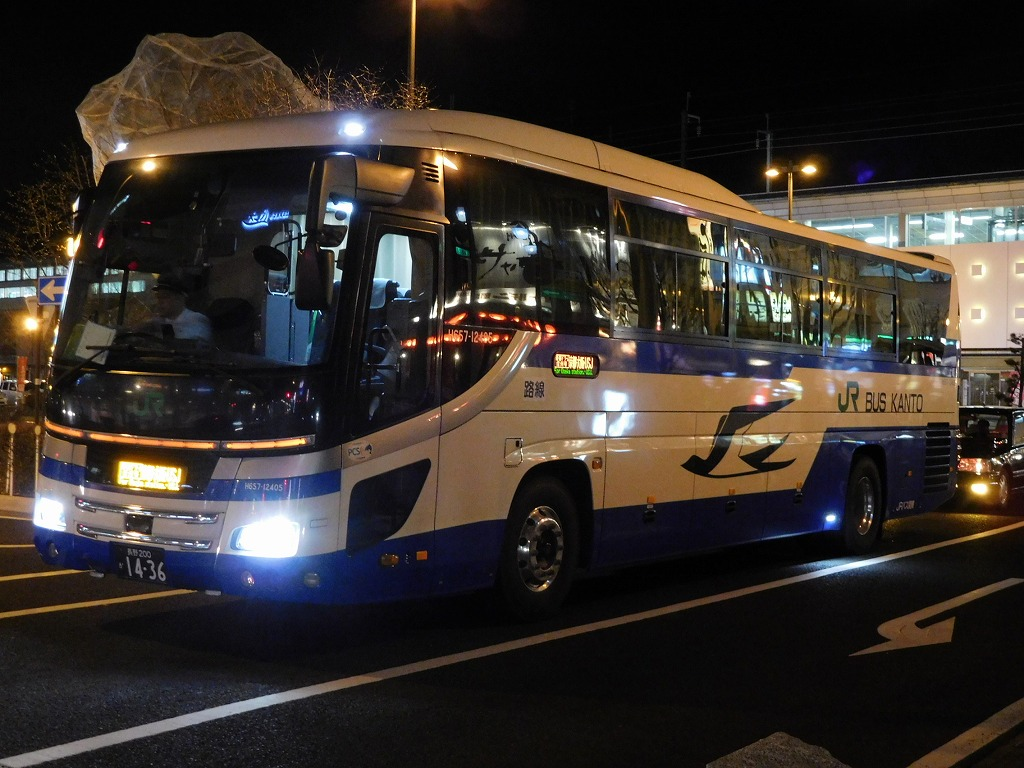
青春ドリーム信州号
ジェイアールバス関東

- 青春ドリーム信州号（ユニバーサル・スタジオ・ジャパン - 大阪駅 - 京都駅 - 長野駅・佐久平駅・小諸駅：西日本ジェイアールバス・ジェイアールバス関東）

概要
- 西日本ジェイアールバスは大阪高速管理所が、ジェイアールバス関東は小諸支店が担当している。1日1往復の全区間ワンマン運行で、両社が隔日で担当。

運行経路
ユニバーサル・スタジオ・ジャパン - 大阪駅 - 京都駅（烏丸口） - （名神高速道路） - （中央自動車道） - （長野自動車道） - （上信越自動車道） - 長野駅（ホテルメトロポリタン長野） - 千曲川さかきバスストップ - 上田駅お城口 - 東部湯の丸バスストップ -  佐久平駅浅間口 - 小諸駅
路線沿革
- 2015年（平成27年）10月1日 - 運行開始。
- 2016年（平成28年）7月15日 - 小諸駅 - 佐久平駅間路線延伸。
- 2020年（令和2年）4月8日 - 新型コロナウイルス感染拡大の影響により、この日の出発便より当面の間運休。
- 2020年（令和2年）6月1日 - この日の出発便より運行を再開。

- 青春ドリーム広島／大阪京都号（京都駅・大阪駅 - 西条駅・広島駅：西日本ジェイアールバス・中国ジェイアールバス）
- 青春大阪ドリーム名古屋号（名古屋駅・岐阜駅 - 大阪駅・湊町バスターミナル(OCAT)：ジェイアール東海バス・西日本ジェイアールバス）
- 青春ドリーム岡山・広島号（東京駅・YCAT - 岡山駅・広島駅・広島バスセンター：JRバス中国）

### デラックス版
廉価便とは逆に、室内の快適性とアメニティーサービスを重視しさらに予防安全装備を持つ車両を特徴とする。
現在単独のデラックス版として運行されている夜行バスは「プレミアムドリーム号」、「グランドリーム号」（金沢・富山発着便は対東京・対名古屋・対高知以外「百万石ドリーム号」の名称を用いる）、「ドリームルリエ号」の3種類である（2007年3月15日までは「スーパードリーム号・スーパーニュードリーム号」も運行されていた）。なお「ドリームなごや号」では一部の便において上級グレードと一般の3列シートとの合造車による運行が行われている。
「プレミアムドリーム号」ではレーダーや自動ブレーキ・白線認識カメラなどの安全運転支援装備の採用の他、毛布も大き目のものとされ紙パックのお茶や専用スリッパ、ウェットタオルが用意され鉄道のグリーン車並みのサービスを提供している。このため通常便に比べて運賃がやや高めに設定されている。
「プレミアムドリーム号」は1階席に旅客機のファーストクラスやJR九州の一部の特急列車に連結されているデラックスグリーン席、JR東日本の一部のフル規格新幹線のグランクラスに相当する「プレミアムシート」が設定されている。従来8席分であった1階スペースに大型リクライニングシートを4脚のみ設置したこの席はシートピッチを通常の座席の約1.5倍確保したことにより、リクライニング角度を最大156度に拡大することが可能となり寝台に迫る居住性を実現している。また座席幅も独立2列シートとしたことで大幅に拡大されており、各座席に地デジ対応液晶テレビも装備される。
2階席用のスーパーシート からは新たにチルト機能を付加しており、2列シートの1階席とは違い3列シートではあるものの鉄道の新幹線や特急車両用グリーン席（3列シート）に相当するグレードの座席が用意されている。座席数を従来のスーパーシートより6席減らした上で（30席→24席）約1.2倍シートピッチを拡大し、同時に座席幅の拡大も行われた（ただし座席の配列については車体幅の関係上3列独立シートではなく、肘掛が独立した2-1アブレスト仕様の座席となっている）。2010年7月のダイヤ改正による増発分に対応する増備車については座席定員確保のため、クレイドルシートを採用した上で2階席を再び旧来の「スーパードリーム号」のシートと同レベルの車内設備に戻した定員29名のスーパーシート席（座席幅525mm、最大リクライニング角度135度）として製造されている。
プレミアムシートの追加料金設定は2007年から2010年6月末までの1階席が片道1,300円、2階席が同700円となっている（2007年現在、通常版（昼特急を含む）片道運賃との差額）。往復割引運賃については2階席のみ適用があり（通常版の往復運賃+1,400円で利用可）、1階席については往復割引の適用が無い。2010年7月から追加料金設定が再度変更され、繁忙期についてはドリンクサービスの廃止と2階席の仕様変更（グレードダウン）に合わせるため、2階席の差額料金が200円に引き下げられた（閑散期は通常版の割引率が高いため、1,400円の差額となる）。なお、かつてのスーパーシート料金は300円（ドリンクサービス付き）であった。
また、2014年10月31日より新型車両（ハイデッカー車）による「グランドリーム号」が運行されている。デラックス版とスタンダード版の中間に当たるクラス、若しくはスタンダード版の進化形という位置づけで、新型クレイドルシート（ゆりかご式）を装備、シートピッチは通常版及び11列30席仕様の旧スーパーシートより40mm拡大。通常版より1列少ない10列のため乗車定員は28名となっている。抗菌防臭加工のシート生地を採用した。また、空気清浄機やWi-Fiも装備している。当初通常版「ドリーム号」や「プレミアムドリーム号」のスーパーシートよりも若干運賃を高めに設定していたが、2018年現在は通常版と同じ運賃で運行されている。
さらに、2017年3月31日より最上級のプレシャスクラス（2列シートエリア4席） とアドバンスクラス（3列シートエリア14席）を併せ持つ「ドリーム ルリエ (Relier) 」を新規投入（2018年度に導入される新車はプレシャスクラス6席、アドバンスクラス10席）。全席にパーテーションを設置（アドバンスクラスには座席前後を仕切るプライベートカーテンも設置）。全席にタブレット端末「iPad mini 4」を設置。東京駅・新宿駅 - 大阪駅間を毎日1往復運行。当初は金土日のみ2便運行だったが、2018年7月13日からは毎日2便運行になる。2便化に伴い、2017年に登場した車両も2018年導入車両とほぼ同等の改良（各シート荷物棚設置、アドバンスクラスのAB席間プライベートカーテン新設、パーテーション改良）を受けている。また同日に、中央道経由の「グラン中央ドリーム号」も平日のみ設定される。
- ドリームルリエ号（ジェイアールバス関東・西日本ジェイアールバス）
  - 東京駅・バスタ新宿 - 大阪駅（1号及び2号）
  - 東京駅・バスタ新宿 - 京都駅・大阪駅（101号及び102号）
  - 2018年春の増車と同時に、増車便はこれまで要望が高かった京都駅にも停車する[27]。2018年7月のダイヤ改正からは毎日2便運行になる[29]。
- プレミアムドリーム号（ジェイアールバス関東・西日本ジェイアールバス）
  - 東京ディズニーランド(TDL)・東京駅 - 大阪駅・三宮バスターミナル
  - 東京ディズニーランド(TDL)・東京駅 - 京都駅・奈良駅
  - 東京駅・新宿駅 - 京都駅・大阪駅・ユニバーサル・スタジオ・ジャパン(USJ)
- プレミアム中央ドリーム号（ジェイアールバス関東・西日本ジェイアールバス）
  - （◆）東京駅・バスタ新宿・谷保駅 - 大阪駅
  - 2006年6月1日より毎日運行に格上げされた。
  - 2010年7月1日より、臨時便を含めた本数が毎日2往復から5往復へと大幅増便された（定期便は4本）。また京都駅の立ち寄りや奈良（奈良駅・王寺駅）、JR難波駅（湊町バスターミナル(OCAT)：現在は終了）発着便も設定された。うち1本は中央道経由初のデラックス版となる「プレミアム中央ドリーム号」となった。ただし同時に紙パック茶のサービスが廃止された。
- グランドリーム号（ジェイアールバス関東・西日本ジェイアールバス）
  - 東京駅 - 大阪駅
  - 東京駅（バスタ新宿←） -  京都駅・宝塚駅・三宮バスターミナル
  - （新木場駅→）東京駅・バスタ新宿 - 大阪駅・湊町バスターミナル(OCAT) - 天王寺駅
  - （◆）（新木場駅←）東京駅 - 大阪駅（→ユニバーサル・スタジオ・ジャパン(USJ)）
- グラン中央ドリーム号（ジェイアールバス関東・西日本ジェイアールバス）
  - 東京駅 - 大阪駅
  - 平日のみ運行。
- グランドリーム横浜号（横浜駅 - 大阪駅：西日本ジェイアールバス）

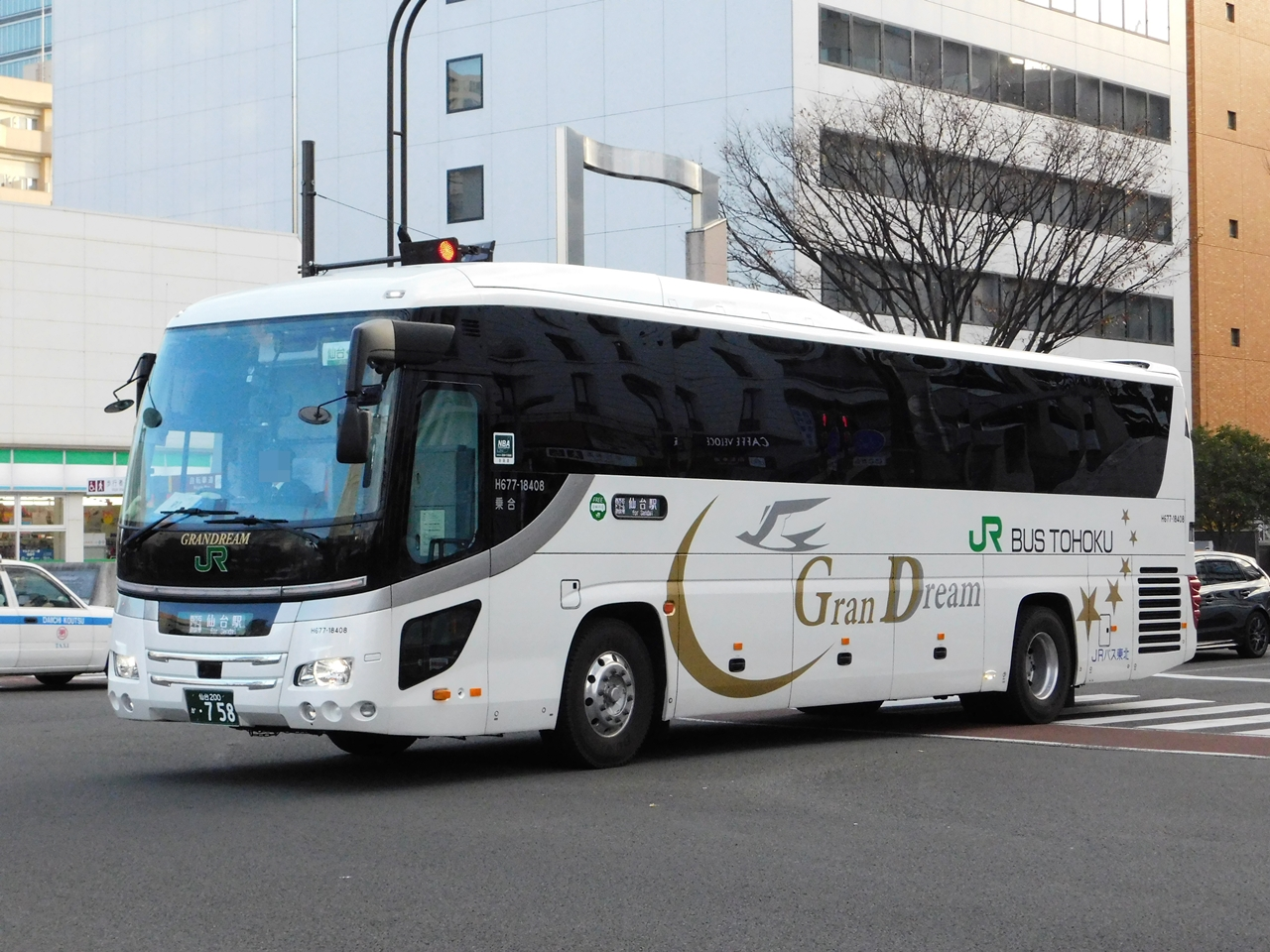
百万石ドリーム政宗号
ジェイアールバス東北

- 百万石ドリーム政宗号（仙台駅 - 富山駅・金沢駅：ジェイアールバス東北・西日本ジェイアールバス）
  - 2017年（平成29年）7月28日運行開始。主に木金土日・祝日・祝前日・繁忙日に運行。「グランドリーム号」と同様の車両を使用[31][32][33][注 9]。
  - 2018年（平成30年）2月9日出発便より毎日運行[34]。
  - 2020年（令和2年）4月29日出発便より新型コロナウイルス感染拡大の影響により運休[12]、同年6月26日出発便より運行再開[35]。
    - ワンマン運行。黒埼PAで両社の乗務員が交代する[36][注 10]。
- グランドリーム広島／大阪号（ユニバーサル・スタジオ・ジャパン(USJ)・湊町バスターミナル (OCAT)・大阪駅 - 広島BC・広島駅：西日本ジェイアールバス・中国ジェイアールバス）
- 百万石ドリーム広島号（富山駅・金沢駅[注 11]・松任海浜公園・北陸小松・福井駅 - 岡山駅・広島駅・広島バスセンター：西日本ジェイアールバス・中国ジェイアールバス）
  - 2019年（令和元年）12月13日運行開始。「グランドリーム号」車両を使用[37]。
  - 2020年（令和2年）4月21日出発便より新型コロナウイルス感染拡大の影響により運休[12]、同年6月12日出発便より運行再開[38]。
  - 2023年（令和5年）3月31日新型コロナウイルス感染症防止の為、広島発はこの日より、金沢発は翌4月1日より当分の間運休
    - ワンマン運行。西日本ジェイアールバス京都営業所で、両社の乗務員が交代する[39]。
- 出雲・松江・米子ドリーム名古屋号（出雲市駅・松江駅・米子駅 - 名古屋駅）：中国ジェイアールバス）
- スサノオ号（出雲市駅・松江駅 - 東京駅・東京ディズニーランド：中国ジェイアールバス）
  - 2021年7月21日からグランドリーム号仕様のスカニア製2階建てバスによる運行を開始[40]。
- グランドリームエクスプレス広島号（東京駅 - 広島駅・広島バスセンター：JRバス中国）
  - 2024年（令和6年）11月21日より毎日運行にて運行開始。「グランドリーム号」と同様の車両を使用。所要時間短縮のため、かつて東京 - 広島間を運行していたニューブリーズ号と違い東広島市内およびバスタ新宿を経由しないのが特徴。

### プレミアムエコ

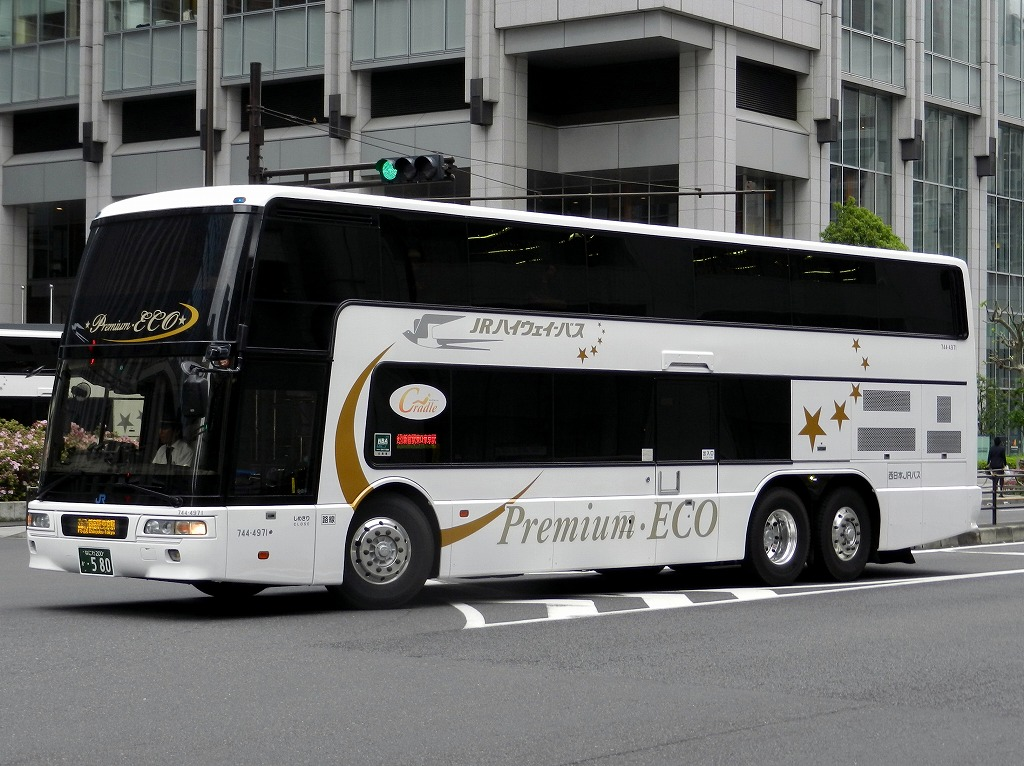
プレミアムシート・スーパーシート・青春エコ仕様の4列シート合造車
西日本ジェイアールバス

プレミアムシート・スーパーシート・4列シート（青春エコ仕様）の合造車で運行される。
- プレミアムエコ（レディース）ドリーム号
  - 東京駅 - バスタ新宿 - 京都駅 - 大阪駅 - 三宮バスターミナル

※ 平日（月～木曜、休前日を除く）は「プレミアムエコドリーム号」、金土日曜および休前日は「プレミアムエコレディースドリーム号」として運行。
- プレミアムエコ中央ドリーム号
  - 東京駅 - バスタ新宿 - 谷保駅 - 大阪駅

※ 平日（月～木曜、休前日を除く）のみ運行。

## 過去に存在したドリーム号
運行会社名は運行終了時のもの。

### 通常版

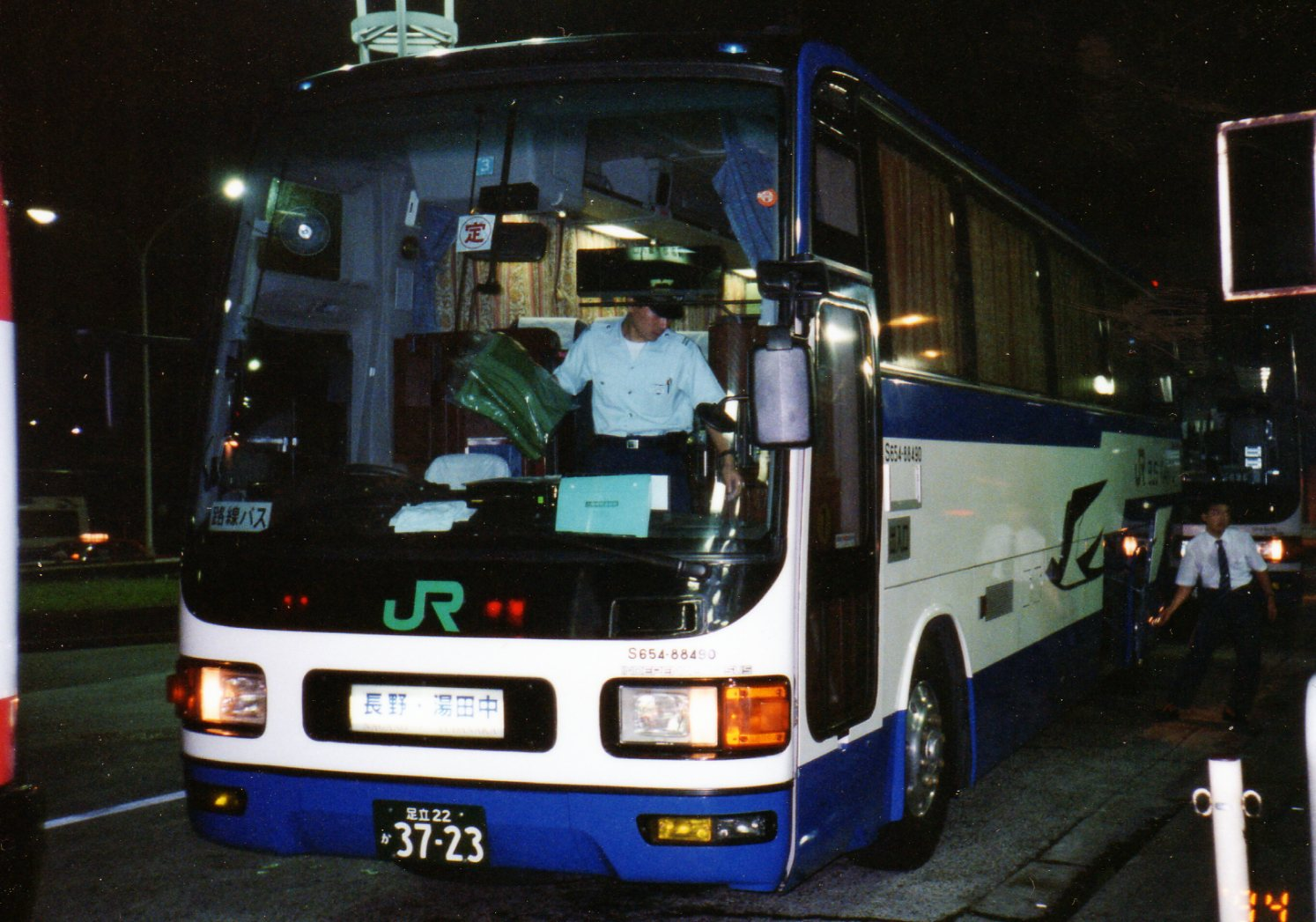
ドリーム志賀号
ジェイアールバス関東

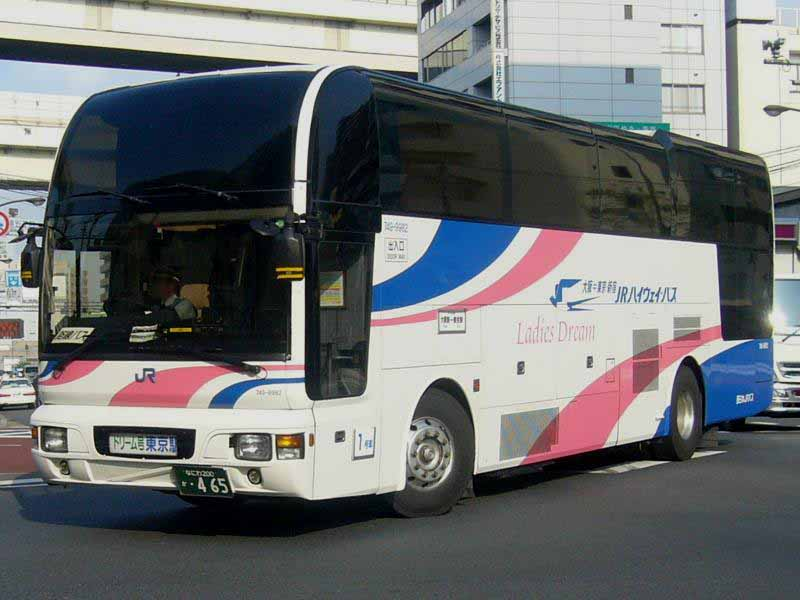
レディースドリーム大阪号
西日本ジェイアールバス

- ドリーム志賀号（東京駅・新宿駅 - 長野駅・湯田中駅） <ジェイアールバス関東・長電バス> （1999年3月31日廃止）
- 浜田ドリーム福岡号（博多駅 - 益田駅・浜田駅・江津駅） <中国ジェイアールバス> （2006年4月9日廃止）
- ドリームふくふく号・ふくふく東京号（東京駅・横浜駅 - 山口米屋町・宇部中央・小野田駅・下関駅） <中国ジェイアールバス・サンデン交通> （2006年11月30日廃止）
- レディースドリーム政宗号（新宿駅 - 仙台駅） <ジェイアールバス東北> （2008年2月29日をもって運行終了）

※乗車券には単に「ドリーム政宗」と表示されていた。
- ドリーム八戸・十和田 (シリウス) 号（東京駅・池袋駅 - 本八戸駅・八戸ラピア・十和田市駅） <ジェイアールバス関東・南部バス・国際興業・十和田観光電鉄> （2009年7月31日をもってジェイアールバス関東が撤退、旧称の「シリウス号」に戻された）
- 広島ドリーム京都号（京都駅 - 広島BC・広島駅） <西日本ジェイアールバス・中国ジェイアールバス> （2010年4月1日廃止）
- レディースドリーム号（東京駅・新宿駅 - 京都駅・大阪駅） <ジェイアールバス関東・西日本ジェイアールバス> （2014年10月30日をもって運行終了）

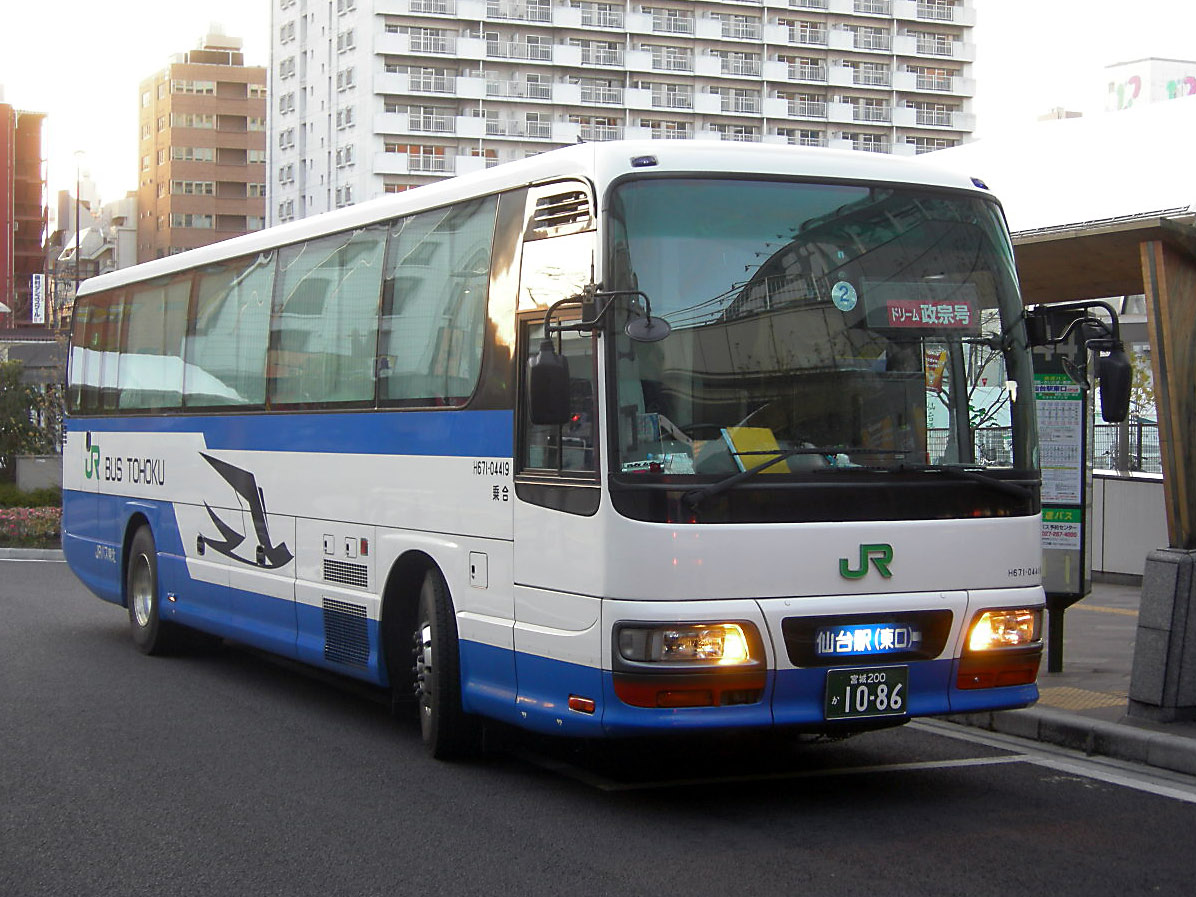
ドリーム政宗号
ジェイアールバス東北

- ドリームササニシキ号（東京駅 - 仙台駅・古川駅） <ジェイアールバス東北>
- ドリーム政宗号（新宿駅 - 仙台駅） <ジェイアールバス東北>
- ドリーム横浜・仙台号（横浜駅・品川 - 仙台駅） <ジェイアールバス東北>
  - 上記のジェイアールバス東北の3路線はいずれも2016年10月1日の路線名称統合に伴い、「ドリーム号」の路線名称が消滅した。
- ドリーム金沢号（上野駅・東京駅 - 富山駅・金沢駅） <ジェイアールバス関東・西日本ジェイアールバス> （2016年12月1日より「グランドリーム金沢号」に変更）
- ドリームなんば・堺号（東京駅・新宿駅 - 堺市駅 <南海バス>
- ドリーム和歌山号（新木場駅・東京駅・新宿駅 - 京都駅・和泉中央駅・和歌山市駅 <南海ウイングバス南部・御坊南海バス>
  - 上記の南海バスの2路線はいずれも2016年12月12日の路線名称統合に伴い、「ドリーム号」の路線名称が消滅した。
- ドリームなごや・三河号（東京駅 - 三河安城駅・名古屋駅） <ジェイアールバス関東・ジェイアール東海バス>
- ドリームなごや・新宿号（2009年まではニュードリーム名古屋号）（東京駅・バスタ新宿 - 春日井駅・名古屋駅） <ジェイアールバス関東・ジェイアール東海バス>
  - 上記の2路線は、いずれも4列シート化（青春ドリームなごや号）による愛称消滅。
- 山陽ドリーム広島号（京都駅・大阪駅 - 広島BC・広島駅）<西日本ジェイアールバス・中国ジェイアールバス> （2017年12月22日より「グランドリーム広島／大阪号」に変更）
- ドリーム鳥海号（東京駅 - 象潟駅・羽後本荘駅・本荘営業所）<羽後交通> （2019年4月1日より関東バスが参入、「エクスプレス鳥海号」に変更）
- ドリーム秋田・横浜号（横浜駅・東京駅 - 秋田駅・秋田大学前・秋田ポートタワーセリオン前） <ジェイアールバス東北>
- ドリームふくしま・横浜号（横浜駅・東京駅 - 郡山駅・福島駅） <ジェイアールバス東北>
  - 上記の2路線は、いずれも発着地変更（横浜駅→TDL）に伴い愛称名消滅。
- 京浜吉備ドリーム号（新木場駅・東京駅・バスタ新宿・横浜駅 - 岡山駅・倉敷駅） <中国ジェイアールバス> （2019年8月26日から「グランドリーム号」に変更）
- 京都びわこドリーム号 （旧・びわこドリーム号：西武バス大宮営業所・大宮駅・池袋駅・横浜駅 (YCAT) - 米原駅・彦根駅・草津駅・大津駅・京都駅） <西日本ジェイアールバス・西武観光バス>
- ドリーム松山号（TDL・東京駅・バスタ新宿 - 松山駅） <ジェイアールバス関東・ジェイアール四国バス>
- ドリーム高松号（TDL・東京駅・バスタ新宿 - 高松駅・観音寺駅） <ジェイアールバス関東・ジェイアール四国バス>
- ドリームさいたま号（西武バス大宮営業所・大宮駅・池袋駅・横浜駅(YCAT) - 草津駅・南草津駅・京都駅・大阪駅・USJ） <西日本ジェイアールバス・西武観光バス>[41]
- ドリームとよた号（東京駅 - 新豊田駅・名古屋駅）<ジェイアール東海バス>（2021年2月1日のダイヤ改正で「ドリームなごや号」へ統合）
- ドリーム高知・徳島号（TDL・東京駅・バスタ新宿 - 徳島駅・高知駅）[42]　<ジェイアールバス関東・ジェイアール四国バス>
- 北陸ドリーム四国号（富山駅・金沢駅・福井駅 - 徳島駅・高松・高知駅）[43][44]<西日本ジェイアールバス・ジェイアール四国バス>
  - 直結する交通機関が全く存在していなかった、北陸と四国を結ぶ初の高速バス路線として、2019年（令和元年）6月21日に運行を開始した[45][46][47]。担当営業所はジェイアール四国バス側は高知支店、西日本ジェイアールバス側は金沢営業所となっていた。
  - 2020年（令和2年）4月20日出発便より当面の間、新型コロナウイルス感染拡大の影響により運休[48]。
  - 2021年（令和3年）3月1日、運休中のまま高知インター南バスターミナルを廃止し、高知中央インター停留所新設（事実上、廃止されるまで使用されることはなかった）。
  - 2023年（令和5年）12月1日、乗務員不足等により、運行を再開することなく路線廃止[43][44]。2020年（令和2年）4月19日出発便が事実上の最終運行となった。よって2019年（令和元年）6月21日から2020年（令和2年）4月19日までの約10か月間しか運行されなかった[49]。
- ドリーム福井号（東京駅・バスタ新宿 - 福井駅）<京福バス・福井鉄道>

### 廉価版
- 青春ドリーム号（東京駅 - 大阪駅ほか） <ジェイアールバス関東・西日本ジェイアールバス>
- 青春ドリーム広島号（京都駅・大阪駅 - 西条駅・広島駅） <西日本ジェイアールバス・中国ジェイアールバス>
- 青春ドリーム金沢号（TDL・東京駅 - 富山駅・金沢駅・金沢工業大学前）<ジェイアールバス関東・西日本ジェイアールバス>

### 超廉価版
標準的な高速バス車両に比べ、設備は劣るものの、安い運賃（料金）で利用できるため、人気の高まった貸切ツアーバスや、他社も参入した東京⇔大阪間の廉価版夜行高速路線バス（西東京バス・近鉄バスの「カジュアルツインクル号」、東北急行バス・近鉄バスの「フライングスニーカー号」）へのさらなる対抗を図って、前記の廉価版よりもさらに格安に設定された（廉価版などと異なり往復割引は設定されていなかった）。
廉価便と同じ4列シート車両で、超得割青春号は中国ハイウェイバスや貸切バスで使用されていたトイレ無しの車両で運行していた（その後専用の新車も導入）。このため概ね2時間毎、都合4回の休憩があった（青春メガドリーム号・青春エコドリーム号はトイレ付車両のため、休憩は通常便・デラックス便と同様1回のみであった）。
このような設備の格差から、正規座席でも廉価便よりさらに700〜1,500円運賃を安くしていた（購入日・購入時期により運賃は異なっていた）。
超得割青春号では、2009年2月28日出発便まで、正規の座席満席時に限り補助席を2,100円で発売していた（青春メガドリーム号は補助席なし）。但し補助席の発売はバス出発地の窓口のみとなり、また補助席への着席の場合は休憩時にはその都度降車することが条件となっていた（正規座席については当時はみどりの窓口などでも販売していた）。
2009年9月10日の出発便をもって青春メガドリーム号の運行を終了。翌9月11日から青春エコドリーム号の運行を開始した。青春エコドリーム号は従来の車両（4列シートのダブルデッカー）が使われているが、青春ドリーム号と比べると座席数が1列分多くなっていた。
2011年7月15日のダイヤ改正により、青春ドリーム号と超得割青春号を廃止、廉価便は青春エコドリーム号に一本化された。
- 青春メガドリーム号（東京駅 - 大阪駅ほか、ジェイアールバス関東・西日本ジェイアールバス）
- 超得割青春号（同上）

### デラックス版
- グランドリーム岡山／横浜東京号（TDL - 東京駅 - 横浜駅東口(YCAT) - 岡山駅 - 倉敷駅）<中国ジェイアールバス>
- グランドリーム金沢号（TDL・東京駅 - 富山駅・金沢駅・金沢工業大学前）<ジェイアールバス関東・西日本ジェイアールバス>

## 乗車券・指定席券
座席は全席指定席で、事前に乗車券を購入する必要がある。
ドリーム号の運行開始当初は、東名高速線と名神高速線を直通する系統という位置づけから、運賃は東名高速線と名神高速線の通し運賃を適用していた（合算ではない）。1974年10月1日からは座席指定料金が設定され、運賃と座席指定料金は別立てとなっていた。このため、周遊券の経路で東名高速線や名神高速線が含まれている場合、周遊券とは別にバス指定券を購入すれば乗車できた。
1990年6月6日に座席指定料金が廃止され、以後は運賃の中に座席指定料金を含む、他社の高速バス路線と同様の運賃体系となっており、東名高速線と名神高速線とは別体系の運賃となった。ただし、これでは周遊券での利用ができなくなるため、新たに「ドリーム号周遊利用券」が設定され、周遊券利用時に限りバス指定券に相当する料金を別途徴収する制度が新設された。この制度は周遊券の制度が廃止され、入れ替わりに周遊きっぷが販売開始されて以降も継続されたが、周遊きっぷも廃止されたことでこの制度はなくなった。
2017年現在、乗車券はJRバスなどの運行会社の窓口や高速バスネット、発車オ〜ライネット（一部路線）といったバス便予約ウェブサイトからも予約・購入（クレジットカードによるチケットレスサービス）できる。高速バスネット、発車オ〜ライネットで予約した場合は、ローソン・ファミリーマートでも購入できる。また、事前予約なしでの直接購入も可能。高速バスネットで予約・購入の場合、路線によっては事前購入割引やネット上のクレジット決済割引が設定されている。

## 乗務員交代について
乗務員交代と休憩の際、乗務員によるタイヤ・ホイールナットやハブなどの簡単な車両点検が行われている。
なお、中には民営他社夜行バスのように交代乗務員を乗務させたり、仮眠ベッドを車体下部に設ける路線も存在する。

### 関東 - 近畿間の場合
東京 - 京阪神間のドリーム号では、新東名高速道路新城ICを降りたところにある道の駅もっくる新城で乗務員交代を行っている。乗り継ぎの乗務員基地は、新城ICに隣接してジェイアールバス関東新城支店が開設された。
なお、新東名経由となる以前（ならびにびわこドリーム号（廃止））は、東名高速三ヶ日ICを降りたところにあるJAみっかび特産センターの駐車場で乗務員の交代を行っていた。同センター内にはジェイアールバス関東東名三ヶ日支店が入居していた。
この三ヶ日ICで一旦高速を降りる運行形態は国鉄時代から続いているもので、上記の乗務員交代の他東京 - 名古屋間のドリーム号も休憩停車のためにこの駐車場に立ち寄るため、午前3時頃の三ヶ日には上下双方で10台あまりのドリーム号が並んでいた。かつてはドリーム号の到着に合わせて軽食などを提供するドライブインも開店していたが、現在は営業していない。
なお、国鉄時代のドリーム号（東京駅 - 京都駅・大阪駅）では、途中の東名静岡BSと名古屋インターBSで乗務員の交代が行われていた（三ヶ日駐車場は休憩のみ）。1987年の国鉄分割民営化以降、移行期を経てジェイアールバス関東と西日本ジェイアールバスの担当となってからは、東京駅 - 三ヶ日間をジェイアールバス関東の乗務員が、三ヶ日 - 京都駅・大阪駅間を西日本ジェイアールバスの乗務員が運転を担当することとなった。三ヶ日で他社の乗務員に交代するため、乗務員が他会社の車両の運転を担当するという特殊な形態がこの時期から行われることとなった。これに対応するため、車両は両社で同一車種が使用されてきている。
一方、1989年に運行を開始した中央自動車道経由で新宿駅－京都駅・大阪駅間を結んだニュードリーム号（当時）は、同様にジェイアールバス関東と西日本ジェイアールバスの担当であったものの、他会社の車両を運転することはせず、自社の車両を自社の乗務員が交代しながら最終目的地まで運転した（この路線の運行開始により、ジェイアールバス関東の乗務員が初めて京都駅・大阪駅に乗り入れるようになった）。この路線では、ジェイアールバス関東が担当した便では、新宿駅－京都駅・大阪駅間を一人乗務とし小黒川PAで交代していたのに対し、西日本ジェイアールバスの担当便では、全区間二人乗務とし交互に仮眠をとりながらの運転となっていた。
また、青春ドリーム信州号（小諸・佐久平・上田・長野 - 京都・大阪間）と、かつて運行していた中央道経由のドリーム号（ニュードリーム号、中央ドリーム号）は中央道小黒川PA内で、ジェイアールバス関東と西日本ジェイアールバスとの間で乗務員交代を行っている。
2004年より2005年までの一時期、ニュードリーム京都号（現・中央ドリーム京都号）の1往復のうち1台は、駒ヶ岳SA内での交代はあるものの、京都駅までの全区間ジェイアールバス関東の乗務員が担当していた便も存在した。

### 関東 - 東海間の場合
東京 - 名古屋間を走るドリーム号については、ジェイアール東海バス担当便については静岡IC構内にある東名静岡BSで同社の乗務員同士で交代を行っている。ここにはジェイアール東海バス静岡支店が隣接している。
ジェイアールバス関東担当便のうち、青春ドリームなごや5号は京阪神系統と同様に中央道小黒川PA内で同社乗務員同士の交代を行っている。昼行の中央ライナー号などとセットの乗務体系となっている。また、青春ドリームなごや12号はやはり京阪神系統と同様に三ヶ日で同社乗務員同士の交代を行っている。

### 東海 - 近畿間の場合
京阪神ドリーム静岡号については、通常便（1号車）は尾張一宮PAにて、ジェイアール東海バス名古屋支店の乗務員と西日本ジェイアールバス神戸営業所の乗務員が交代する。尾張一宮PA - 名古屋支店間は連絡車にて移動となる。一方、続行便（2号車）は三ノ宮駅発着ではなく大阪駅発着のため、大阪高速管理所の乗務員と名古屋支店の乗務員が尾張一宮PAで交代となる。
なお、ジェイアール東海バスの場合、この便においての同社の車両は静岡支店の所属であるため、車両の所属と乗務員の担当営業所とが一致していないが、こう言った事例はJRバスグループ、特に夜行高速バスの路線においては多数ある。

### 北陸 - 中四国間の場合
百万石ドリーム広島号・北陸ドリーム四国号は、西日本ジェイアールバス京都営業所で西日本ジェイアールバスと中国ジェイアールバスまたはジェイアール四国バスの乗務員が交代する（京都営業所は運転停車のみ、このため京都南IC - 大山崎IC間は一般道路を走行する）。

### 東北地方発着便の場合
ジェイアールバス東北担当便のうち、ドリーム秋田・東京号とドリーム青森／盛岡・東京号（旧ラ・フォーレ号）は仙台宮城ICで乗務員交代を行う。
また、百万石ドリーム政宗号は黒埼PAで乗務員交代を行う。運行開始当初、西日本ジェイアールバス担当便は全区間ツーマン乗務であったが、現在は便に関わらず仙台 - 黒埼PAをジェイアールバス東北、黒埼PA - 金沢を西日本ジェイアールバスの乗務員がそれぞれワンマンで担当する形に改められた。ジェイアールバス東北はWEライナー（仙台 - 新潟線）とセットの行路である。
なお、ラ・フォーレ号とシリウス号（旧・「ドリーム八戸・十和田 (シリウス) 号」）については、かつてジェイアールバス関東が運行していた当時は仙台宮城IC以南をジェイアールバス関東の乗務員、以北をジェイアールバス東北（仙台支店）の乗務員が運行するという形態をとっていた。

### 中国地方発着便の場合
広島ドリーム名古屋号については、吉備SAにて、ジェイアール東海バス名古屋支店とJRバス中国広島支店の間で乗務員交代を行っている。吉備SAは中国ジェイアールバス岡山支店の最寄りで、両社とも同支店で乗務員滞泊する。
百万石ドリーム広島号は、西日本ジェイアールバス京都営業所にて、西日本ジェイアールバス金沢営業所の乗務員と　中国ジェイアールバス広島支店の乗務員が交代している。
広島 - 大阪線においては、グランドリーム広島号のJRバス中国担当便が吉備SA、青春ドリーム広島号の西日本ジェイアールバス担当便が大阪駅でそれぞれ乗務員交代を実施している。
鹿児島ドリーム広島号においては、須恵PAにて、中国ジェイアールバス広島支店とJR九州バス鹿児島支店の間で乗務員交代を行っている。須恵PAはJR九州バス福岡支店の最寄りで、両社とも同支店で乗務員滞泊する。なお、運行開始当初は、中国ジェイアールバス担当便は山口駅にて広島支店と山口支店の間で交代を行い、JR九州バス担当便は2人乗務で鹿児島〜広島間を通し運行していた。
出雲ドリーム博多号においては、久地PAにて、中国ジェイアールバス島根支店とJR九州バス博多支店の間で乗務員交代を行っている。出雲路号時代の運行開始当初は西日本鉄道・一畑電気鉄道ともに2人乗務、中国ジェイアールバスは出雲市駅にて出入庫を行う乗務員と実車運行を行う乗務員との間で交代を実施した。出雲ドリーム博多号となった後は、久地PAにて島根支店と広島支店の間で乗務員交代を行っていた。
ドリーム岡山・広島号については、広島支店と岡山支店の乗務員各1名乗務のツーマン運行になっている。2021年7月23日から2024年1月31日までは広島駅新幹線口～山陽インターチェンジにて広島支店と岡山支店、山陽インターチェンジ～JRバス関東新城支店にて岡山支店とジェイアールバステックの間で乗務員交代を実施していた。運行開始当初は吉備サービスエリアにて広島支店と岡山支店の間で乗務員交代を実施していた。

## バスロケーションサービス
東名・名神高速道路を走るJRバスを中心とした、ドリーム号と昼行便の、走行位置をリアルタイムでインターネット上から検索できるバスロケーションサービス、「バスここ」 を提供している。位置情報に加え、遅延時分の表示もある。

## 新名神高速道路開業後の動向
2008年2月に新名神高速道路の一部区間である亀山JCT〜草津JCT間が開通したことにより、伊勢湾岸自動車道・東名阪自動車道経由で豊田JCT〜草津JCT間が約30km余り短縮され、2008年4月22日より先行的に名神ハイウェイバスの一部便が同高速道路経由になったが、2008年7月1日ダイヤ改正で本格的に移行を行った。同年以降、一部のドリーム号も同高速道路経由になっている。ただし、新名神高速道路が通行止めになった場合は名神高速道路への迂回ルートとなる。
2019年11月現在、亀山西JCT〜四日市JCT間を直進しており、東名阪自動車道区間の走行は無くなった。
なお、新名神高速道路の全線開通は2027年頃の予定となっている。

## 特記事項
- 西日本ジェイアールバス車両のチルト機構を有する座席「クレイドルシート」は住江工業製となっている。
- また「ドリーム号」の名称はジェイアールバス関東の登録商標となっている[注 18] ため、共同運行している会社以外は使用できない。
- ドリーム号には各社共通のチャイムが備わっており、始発停留所発車後と終着停留所到着前に流すものと、途中の停留所の案内前に流すもの、そして早朝最初の放送に流す小鳥のさえずりの3つがある。（一部を除く）
- ドリーム号を運行開始した6月10日は、2018年から「ドリーム号の日」と日本記念日協会に認定された[53]。